# Biserica de lemn din Mănăstirea Dălhăuți

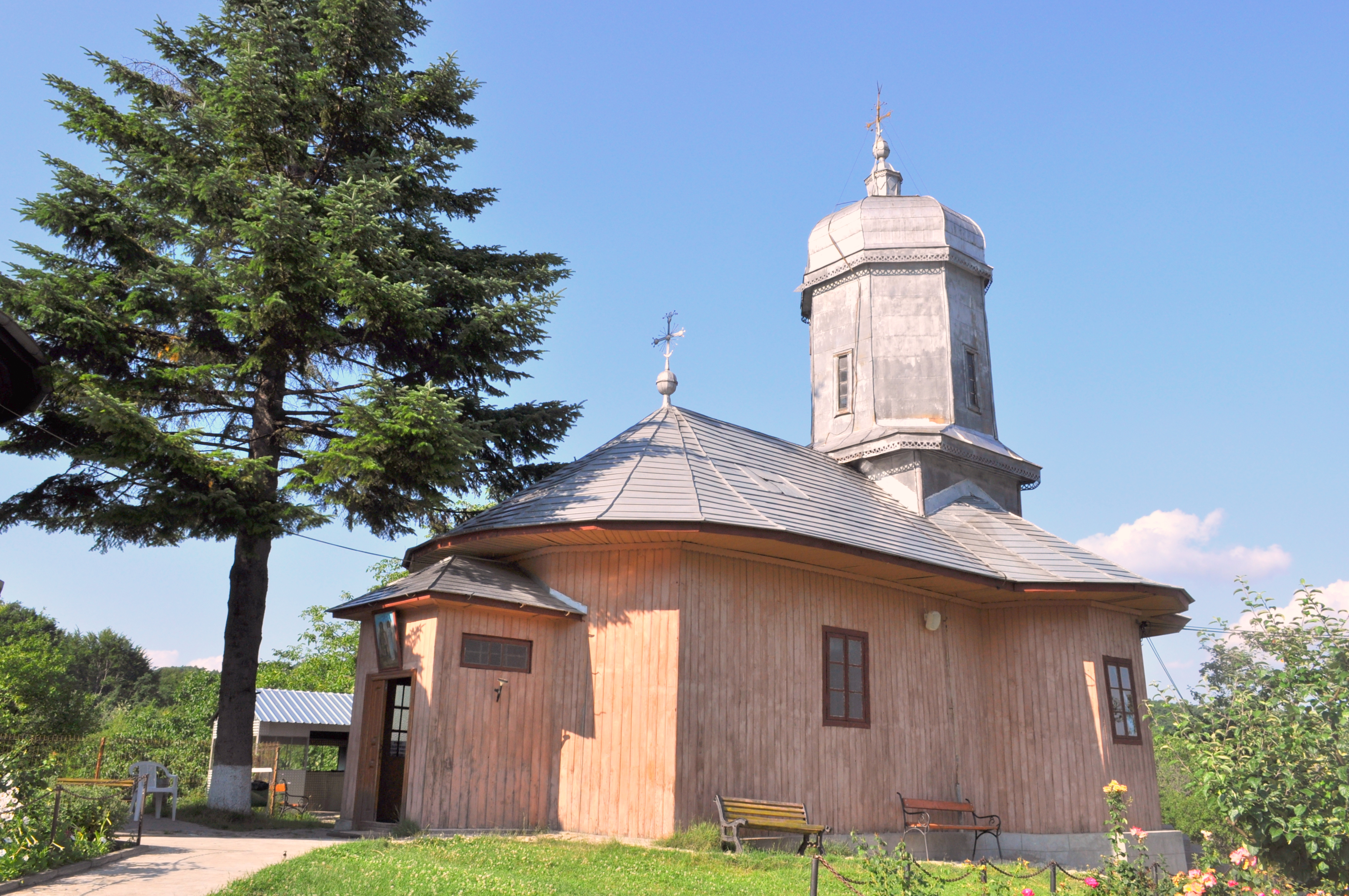
Biserica de lemn „Sfinții Arhangheli Mihail și Gavriil” a Schitului Dălhăuți, comuna Cârligele, județul Vrancea, foto: iulie 2011.

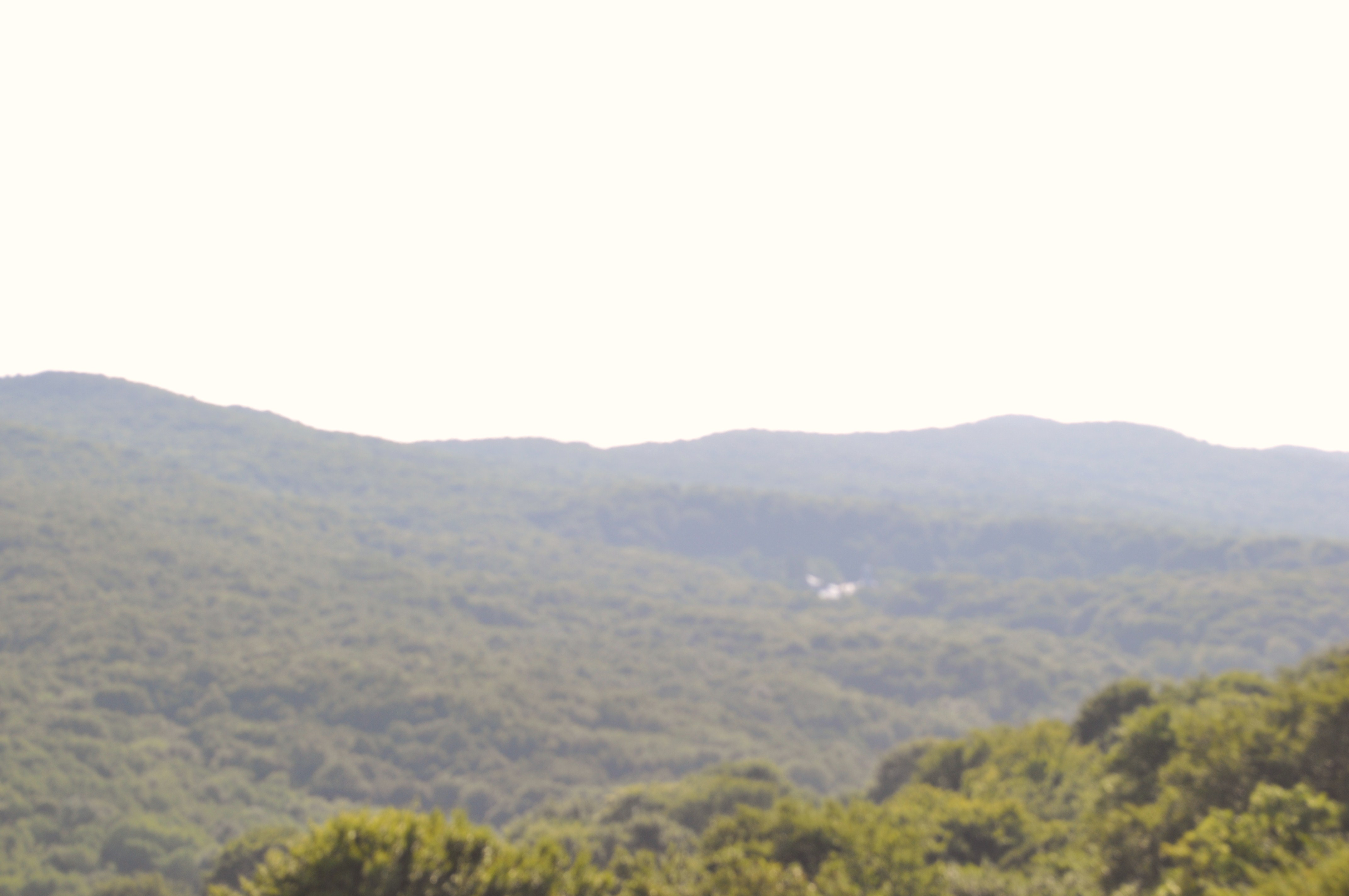
Mănăstirea în mijlocul pădurii

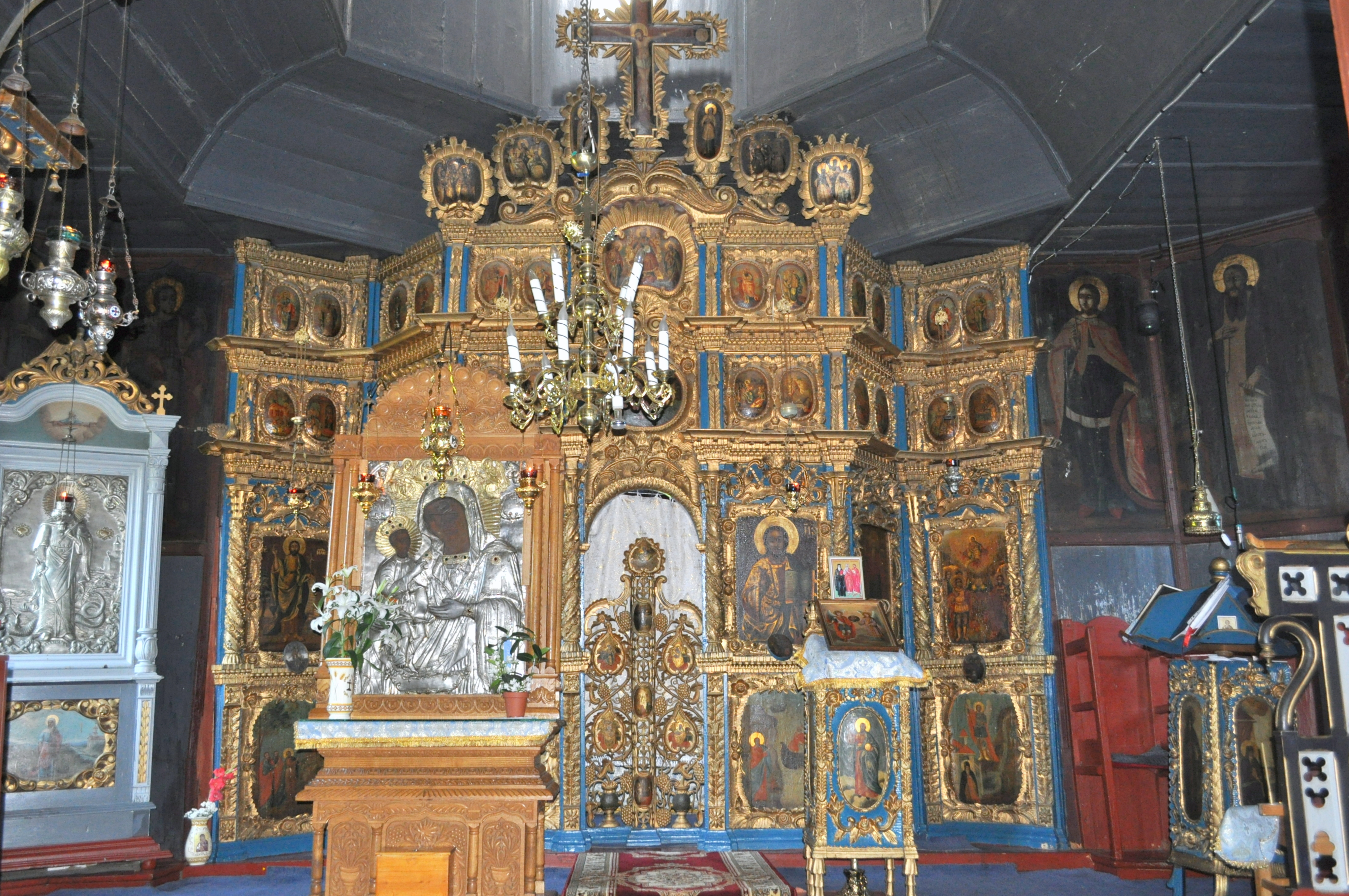
Interiorul navei

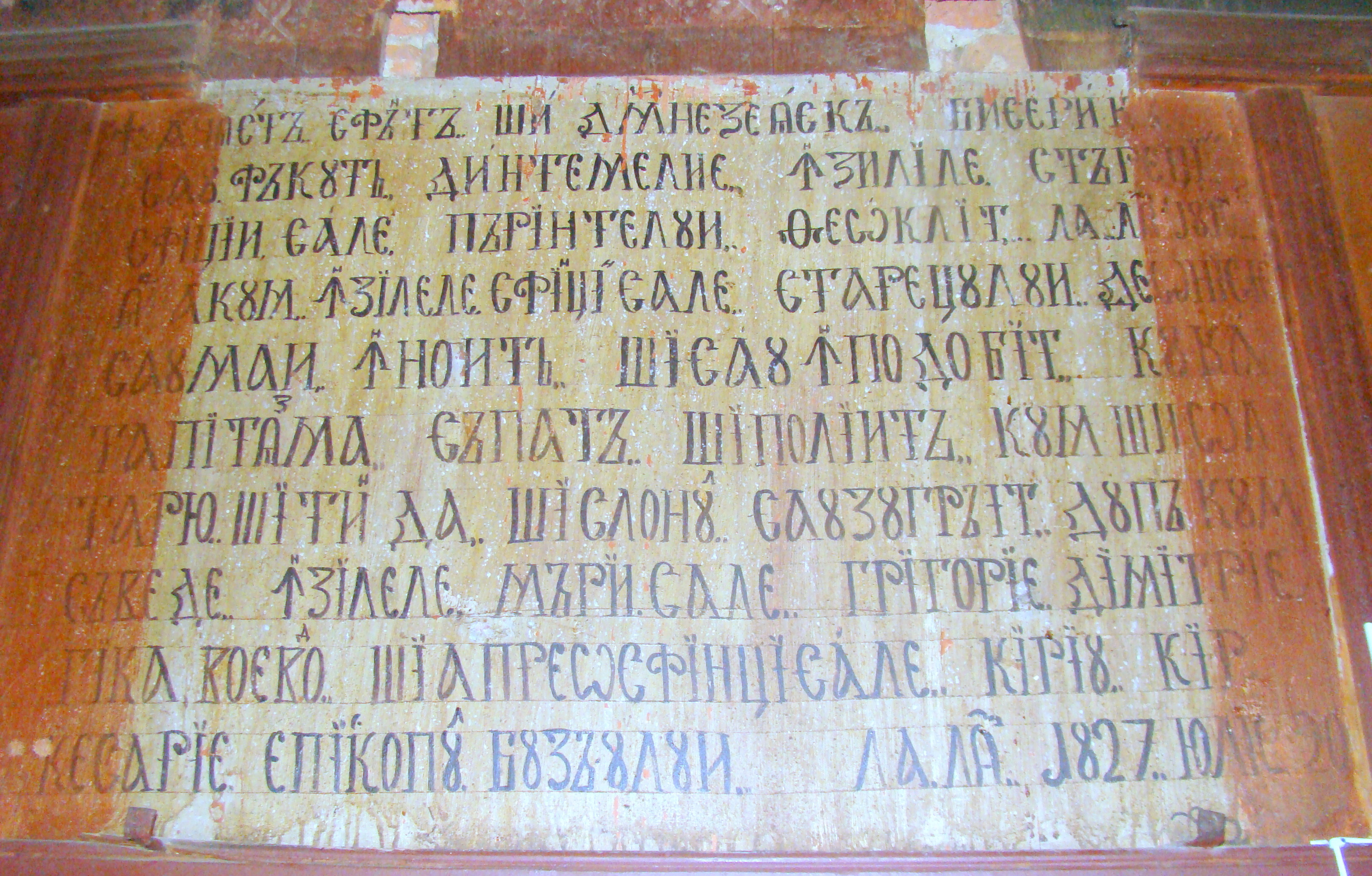
Pisania

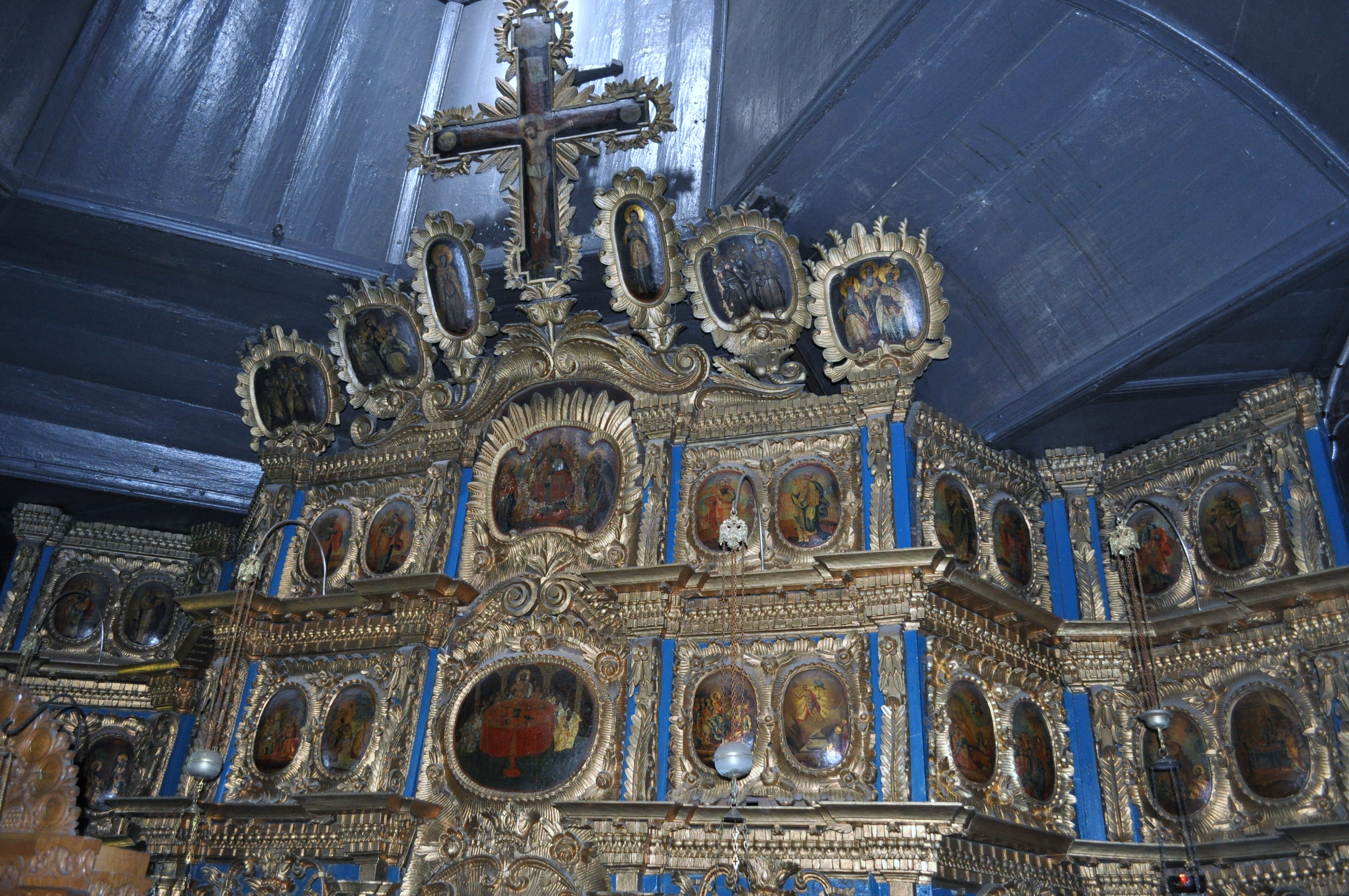
Catapeteasma

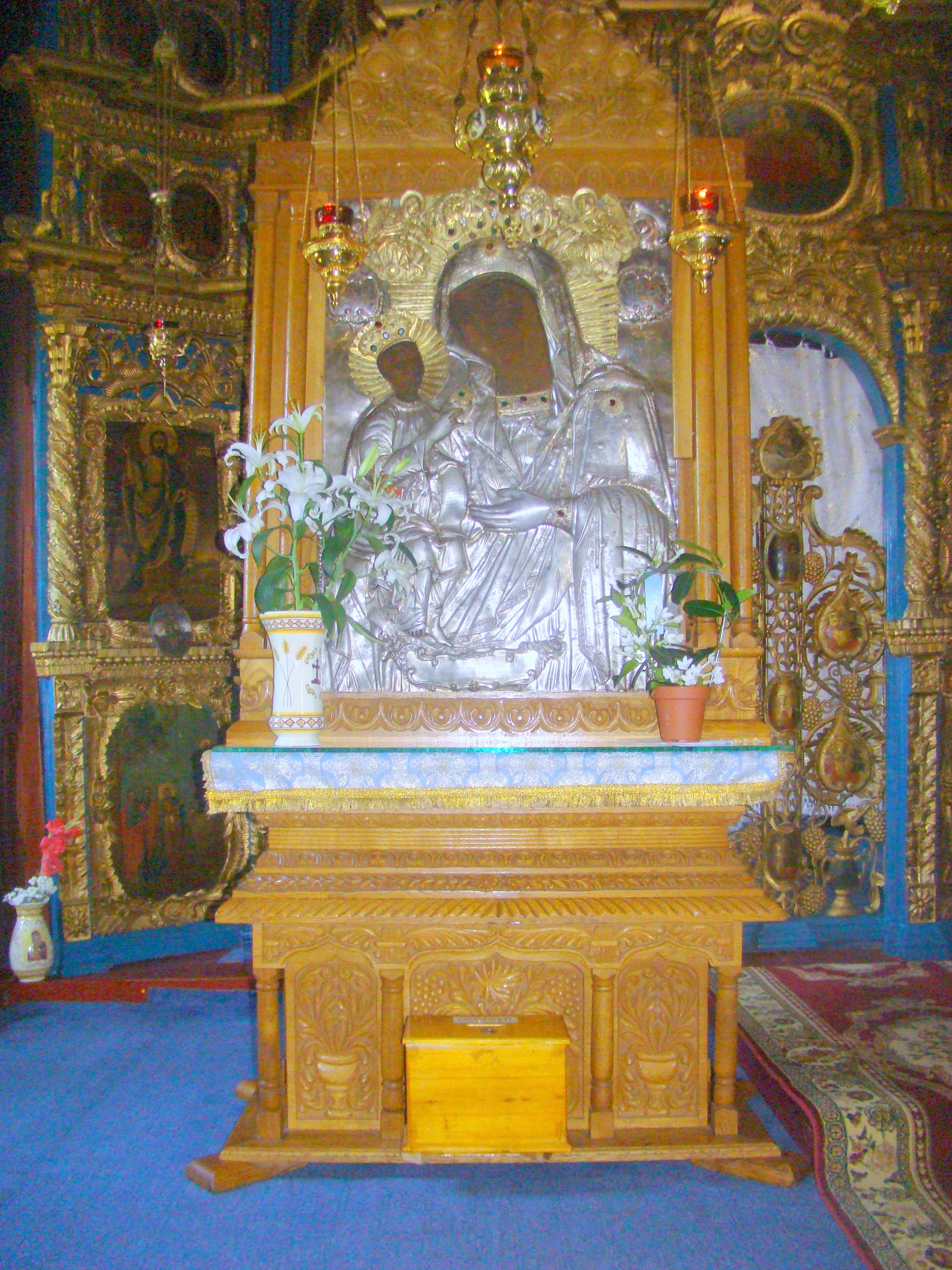
Icoana făcătoare de minuni a Maicii Domnului

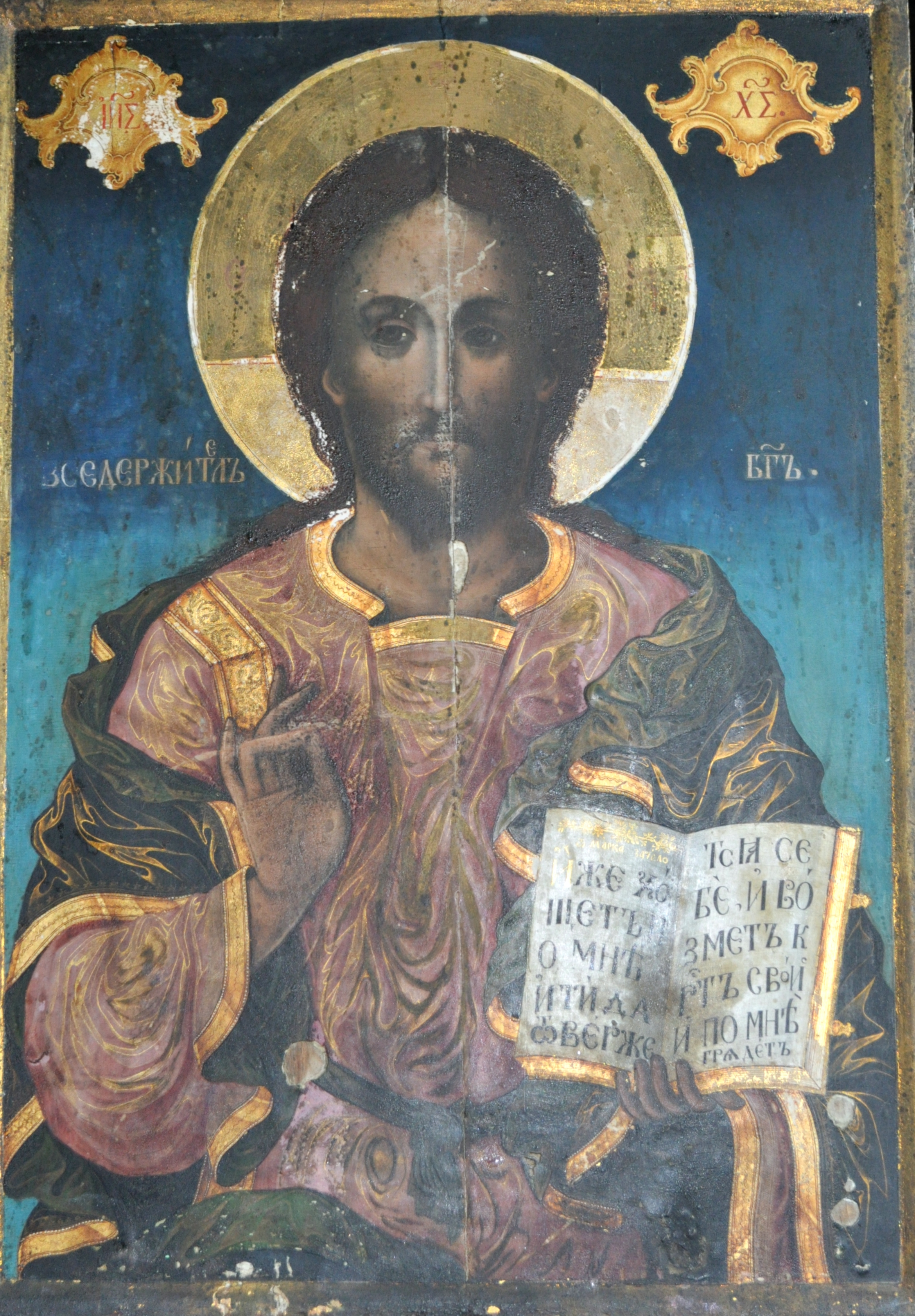
Iisus bnecuvântând

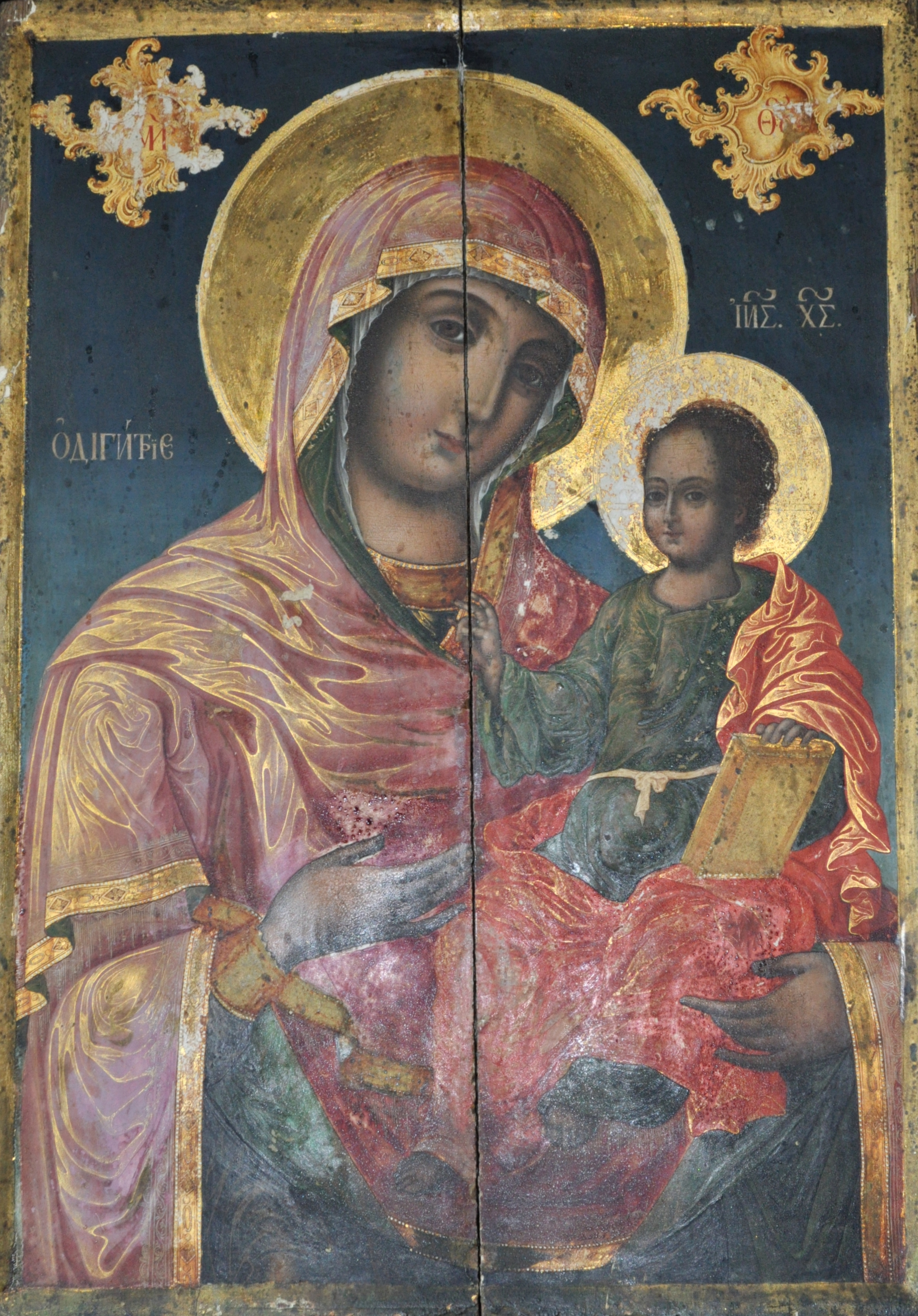
Maica Domnului cu Pruncul

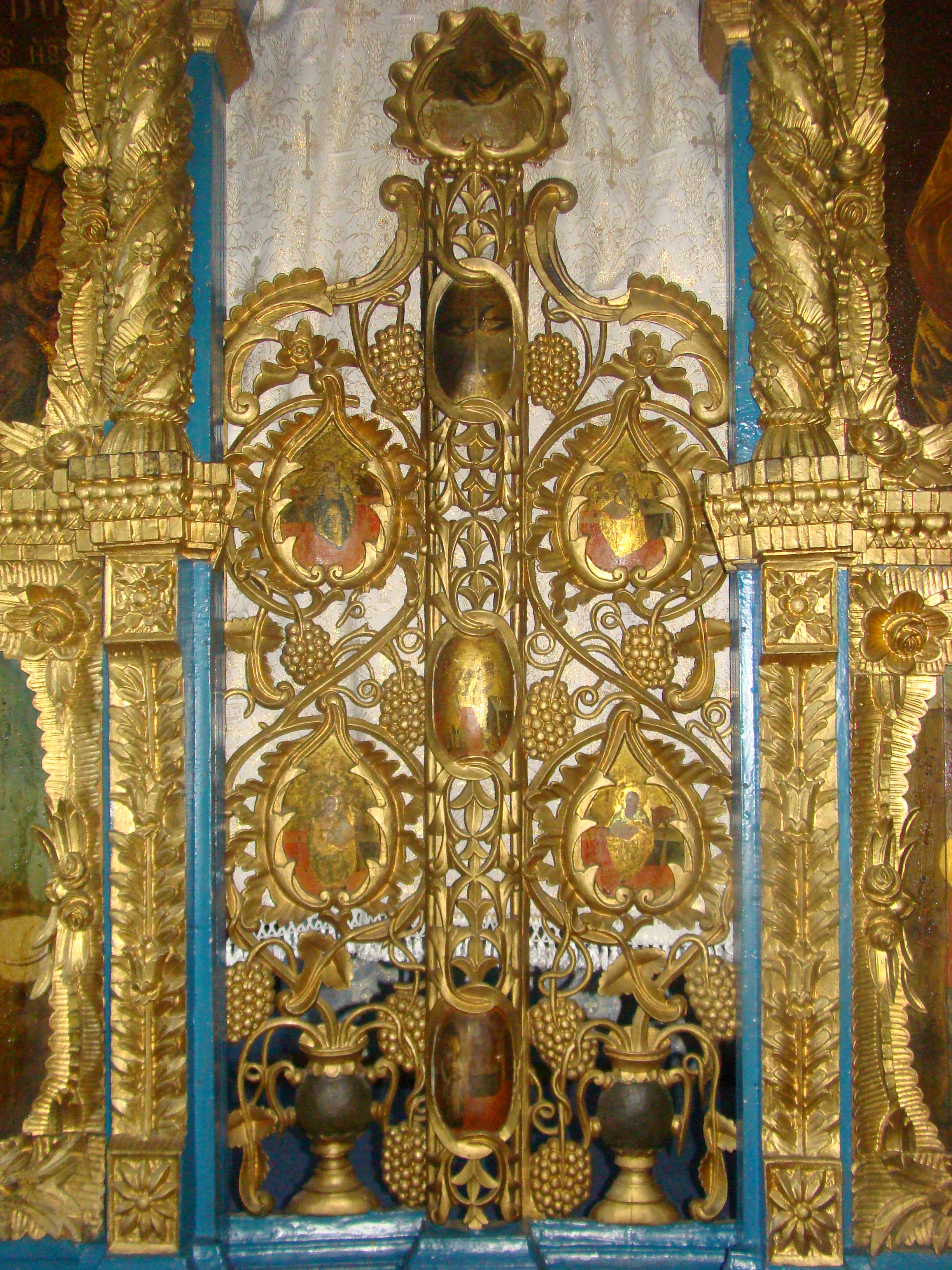
Ușile împărătești

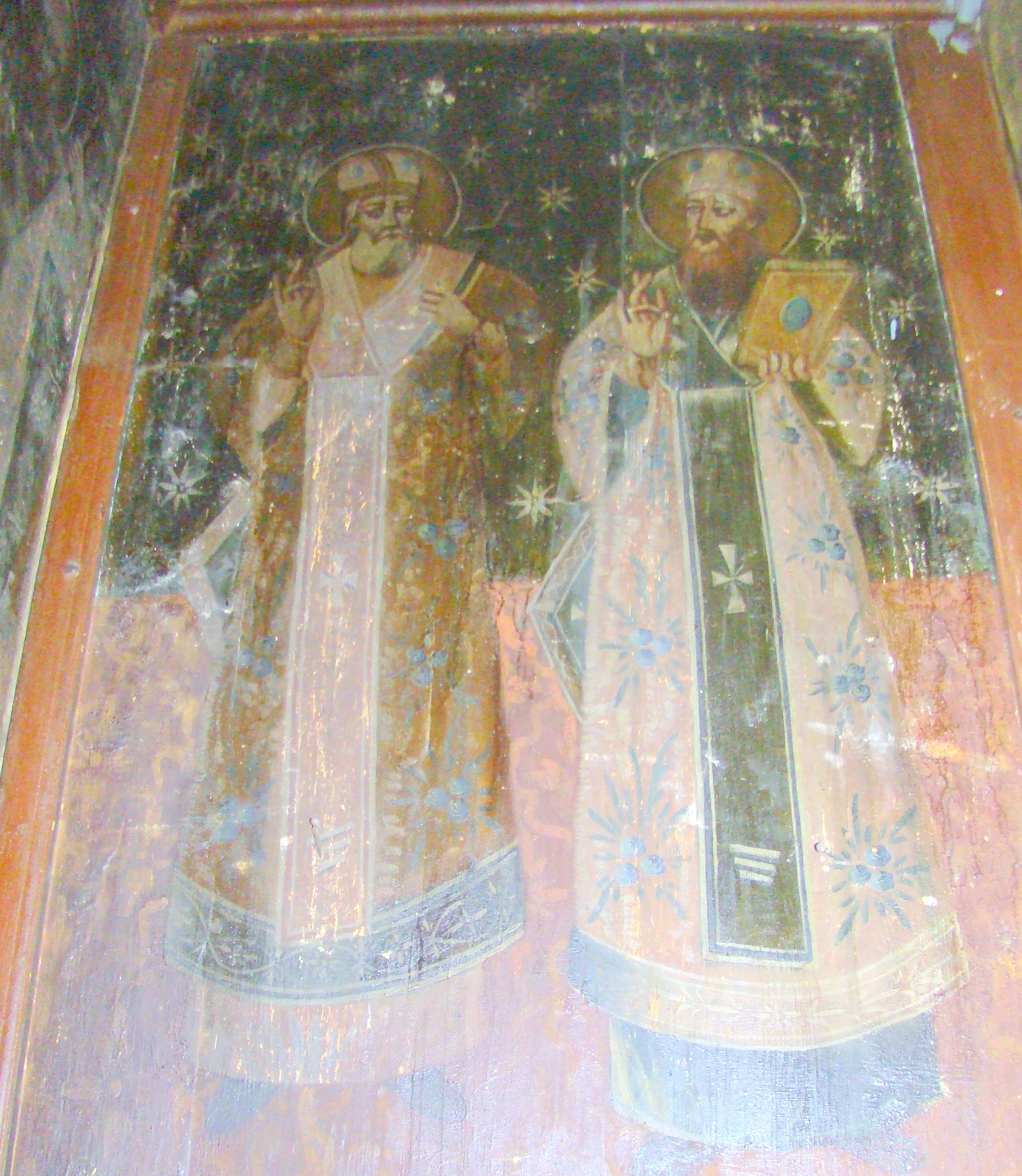
Sfinții Ierarhi

Biserica de lemn din Mănăstirea Dălhăuți face parte din ansamblul mănăstirii, care se află la câțiva km SV de satul omonim, ce aparține de comuna Cârligele.
Turla bisericii este vizibilă chiar din orașul Focșani, fiind situată în mijlocul pădurilor de fag de pe dealul Deleanu (rezervația forestieră Dălhăuți).
Biserica este monument istoric, având codul  VN-II-m-B-20832.01. Datează din anul 1810 și adăpostește Icoana Făcătoare de Minuni a Maicii Domnului, una din cele mai venerate din țară. Lăcașul este folosit pentru slujbele de pe timpul verii.

## Istoric și trăsături
Istoricul schitului Dălhăuți, monument clasat cod LMI VN-II-a-B-20832 ține de legendă. Asezarea monahală a funcționat până în anul 1959, când a fost dezafectată și a fost reînființată în anul 1990 ca așezământ de maici.
Legenda spune că pe la jumătatea secolului al XV-lea au venit pe dealurile astea doi ciobani din Dobrogea. Trei nopți la rând au văzut o flacără în pădure. Și li s-a arătat Maica Domnului, care le-a spus: «Faceți aici o biserică întru pomenirea mea cu hramul Izvorul Tămăduirii, să se vindece sufletește și trupește cei care se vor ruga aici»".
Biserica au ridicat-o cu ajutorul unui ucenic al Sfântului Nicodim de la Tismana, iar altarul l-au făcut acolo unde se arătase flacăra. Unul dintre cei doi frați ciobani s-a calugărit luându-și numele de Amfil. S-a dus la Constantinopol și acolo a primit în dar, de la Patriarh, o icoană care se spune că a fost pictată de Sfântul Apostol Luca. "Se poate să fi fost făcută de Apostolul Luca sau de unul dintre ucenicii săi, pentru că seamănă bine cu cea de la Nămoiești, care a fost datată în perioada în care a trăit apostolul" 
Legenda mai spune că, pe drum, pe monahul Amfil l-au prins turcii, care au profanat icoana tăind-o cu iataganul, apoi au aruncat-o în mare. Scăpând de turci, călugărul s-a dus în satul lui din Dobrogea și in timpul ăsta icoana a venit și ea, pe mare, de-a gasit-o apoi Amfil pe țărm. A adus-o la Dălhăuți și ea este ocrotitoarea locului pe timp de secetă, vindecă bolile, și alungă necazurile…
Schitul Dălhăuților e unic și prin cele trei biserici care se află în incinta lui. 
A doua biserică a Schitului Dălhăuți, din lemn, cu hramul „Sfinții Arhangheli Mihail și Gavriil” a fost ridicată la 1625, de Duca-Vodă dar  a ars în la înc.sec.XIX și a fost refăcută din temelii. E valoroasă prin iconostas, prin stranele și catapeteasma lucrate în stil baroc. 
Biserica din lemn Sfinții Arhangheli Mihail și Gavriil  este construită în formă de cruce pe fundație de piatră. Construită din lemn, cu o singură turlă pe naos, biserica este pictată în interior de meșteri zugravi anonimi, iar catapeteasma sculptată în lemn și poleită cu foiță de aur. Naosul este despărțit de pronaos prin doi stâlpi de lemn care susțin o arcadă tot din lemn. Are un pridvor din lemn, închis, puțin spațios. Nu este pictat și nu are icoane.
Pisania acesteia are următorul conținut: "Această Sfântă și Dumnezeiască Biserică s-au făcut din temelie în zilele Sfinției Sale părintelui Teoclit, la anul 1810, iar acum în zilele Sfinției Sale starețul Dionisie s-au mai înnoit și s-au mai împodobit cu catapeteasma săpată și poleită, cum si altarul si tinda si slonul s-au zugrăvit dupa cum se vede, în zilele Măriei Sale Grigore Dimitrie Ghica Voievod și a Preasfinției Sale Kirio Kir Kesarie Episcopul Buzăului de la 1827, iulie 20."

## Imagini

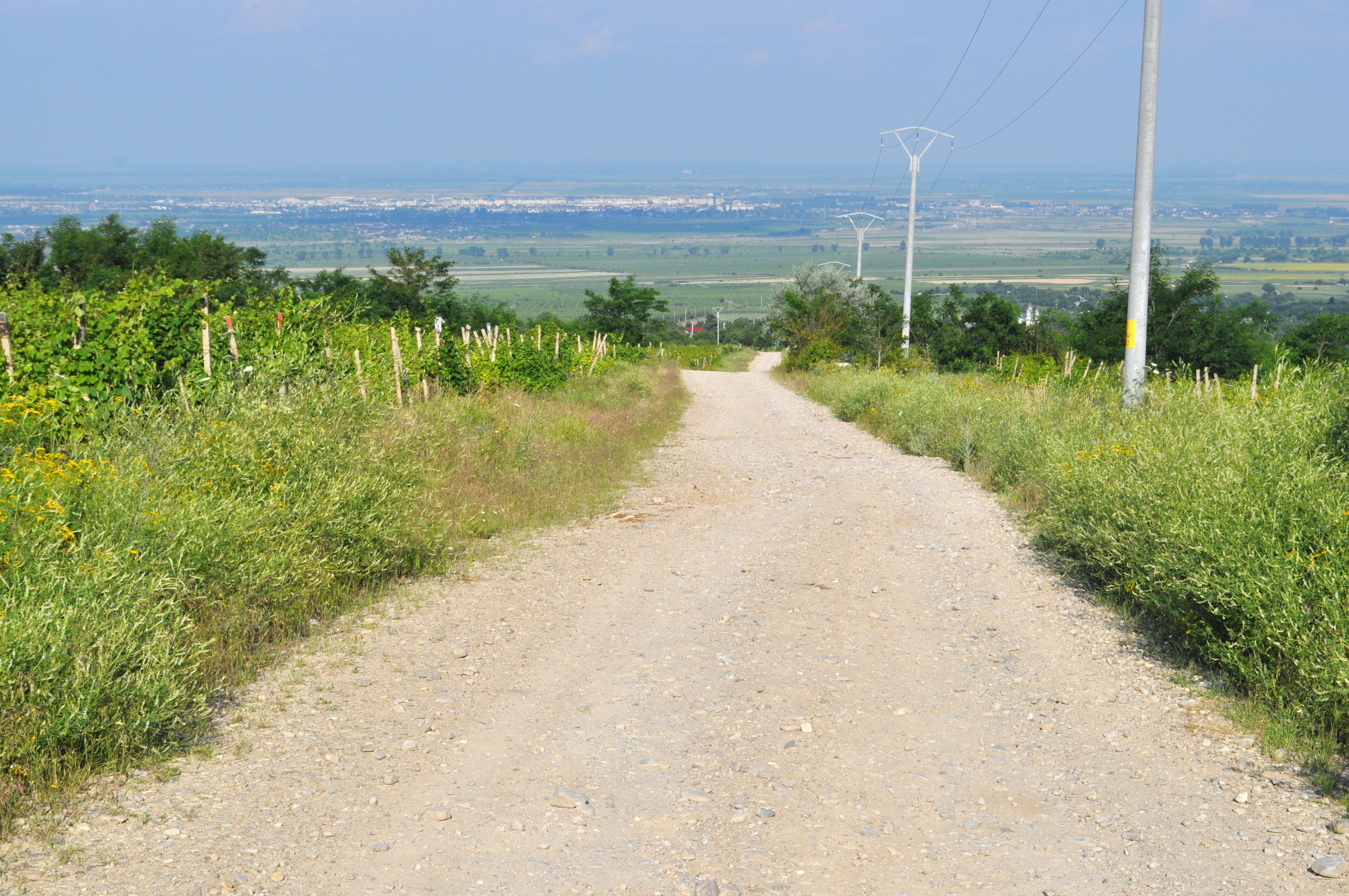
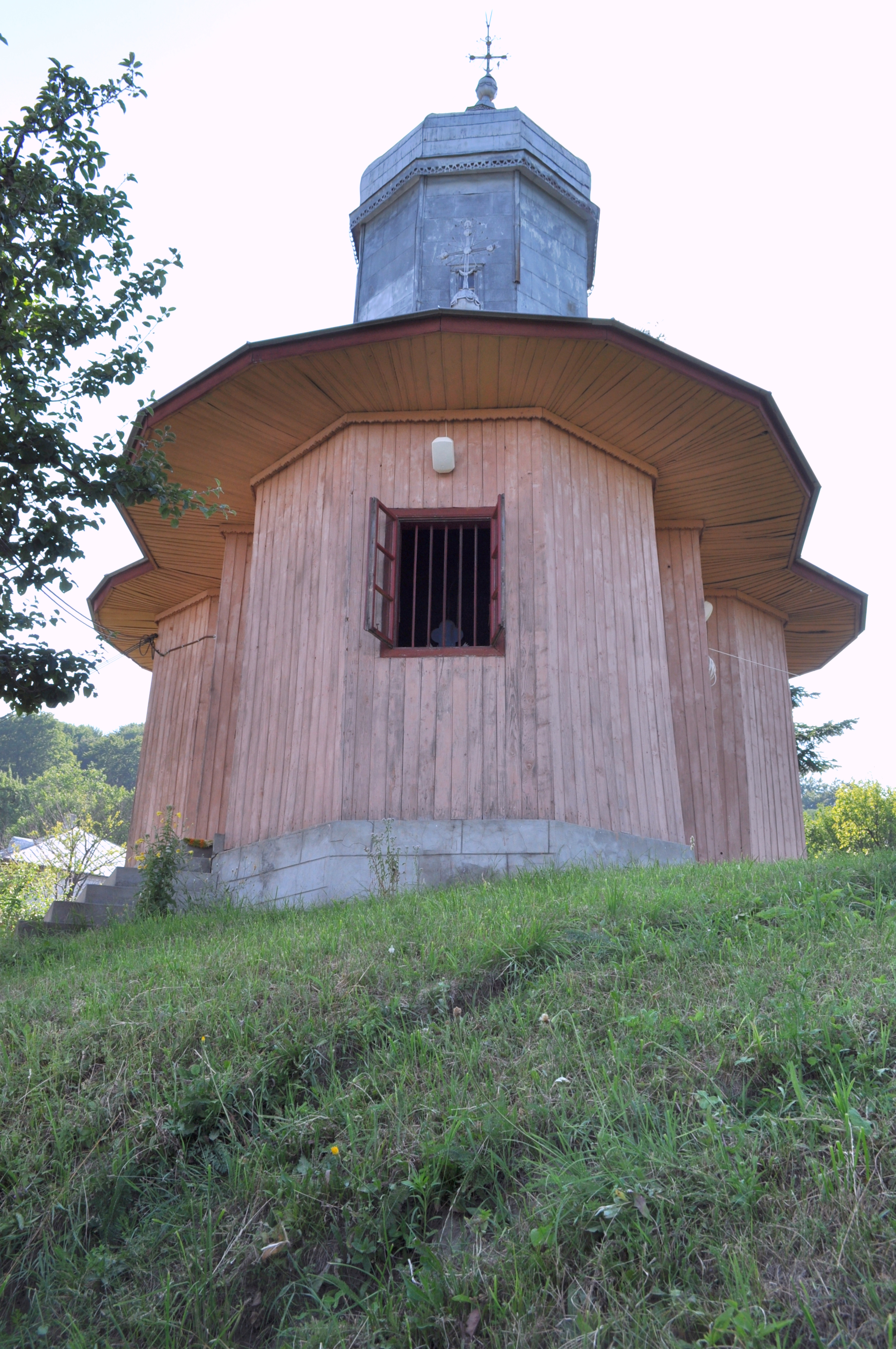
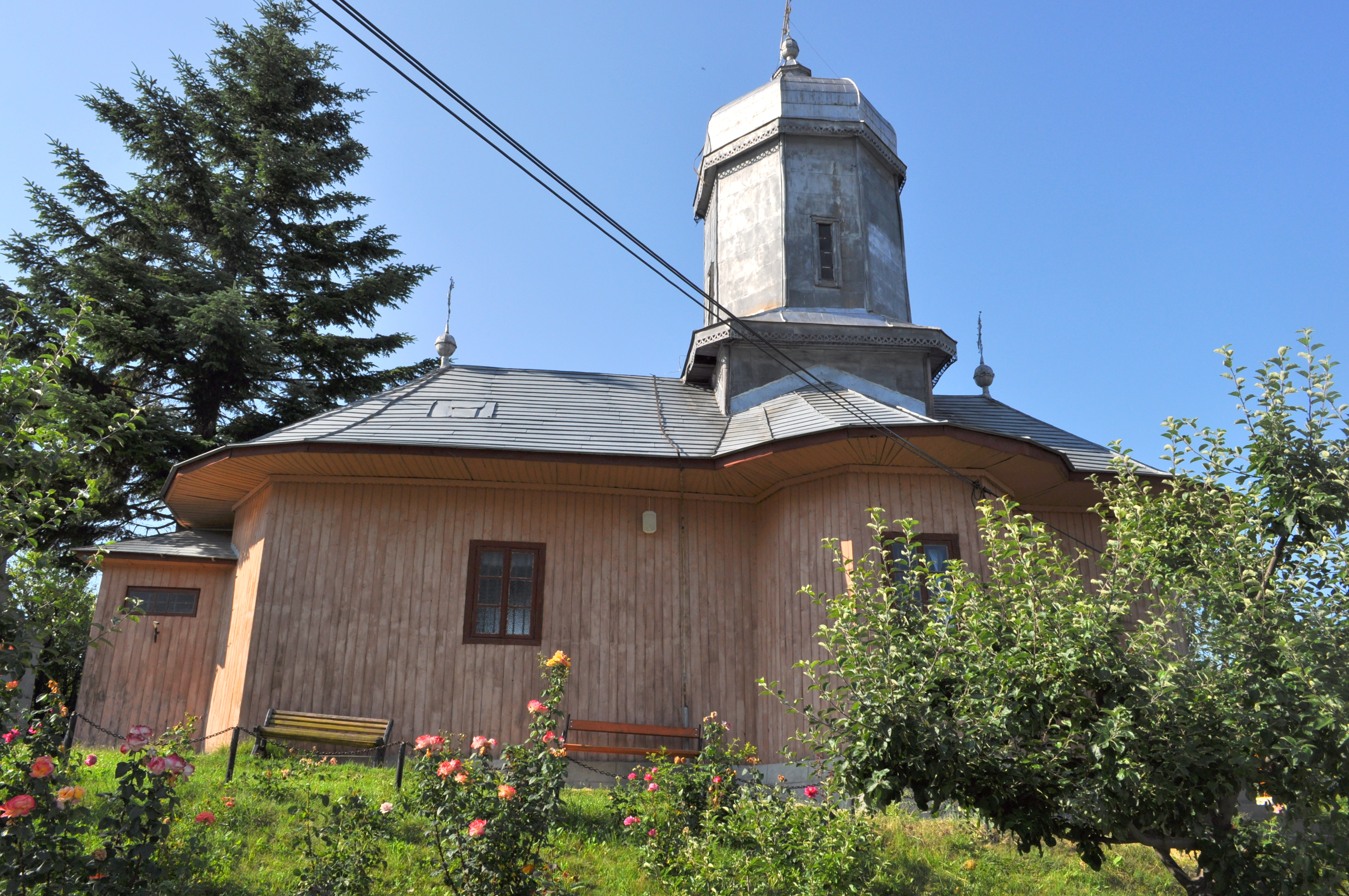
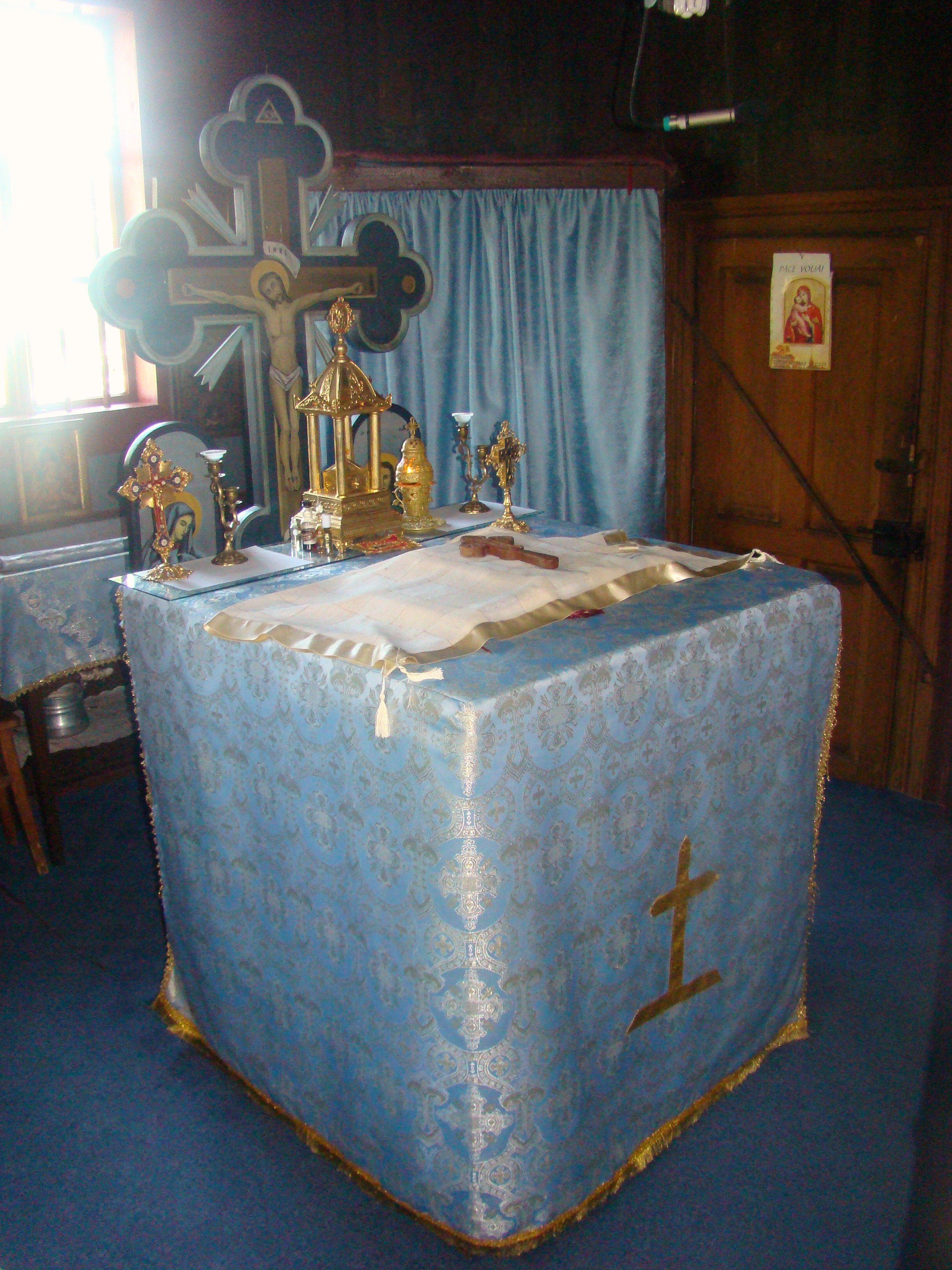
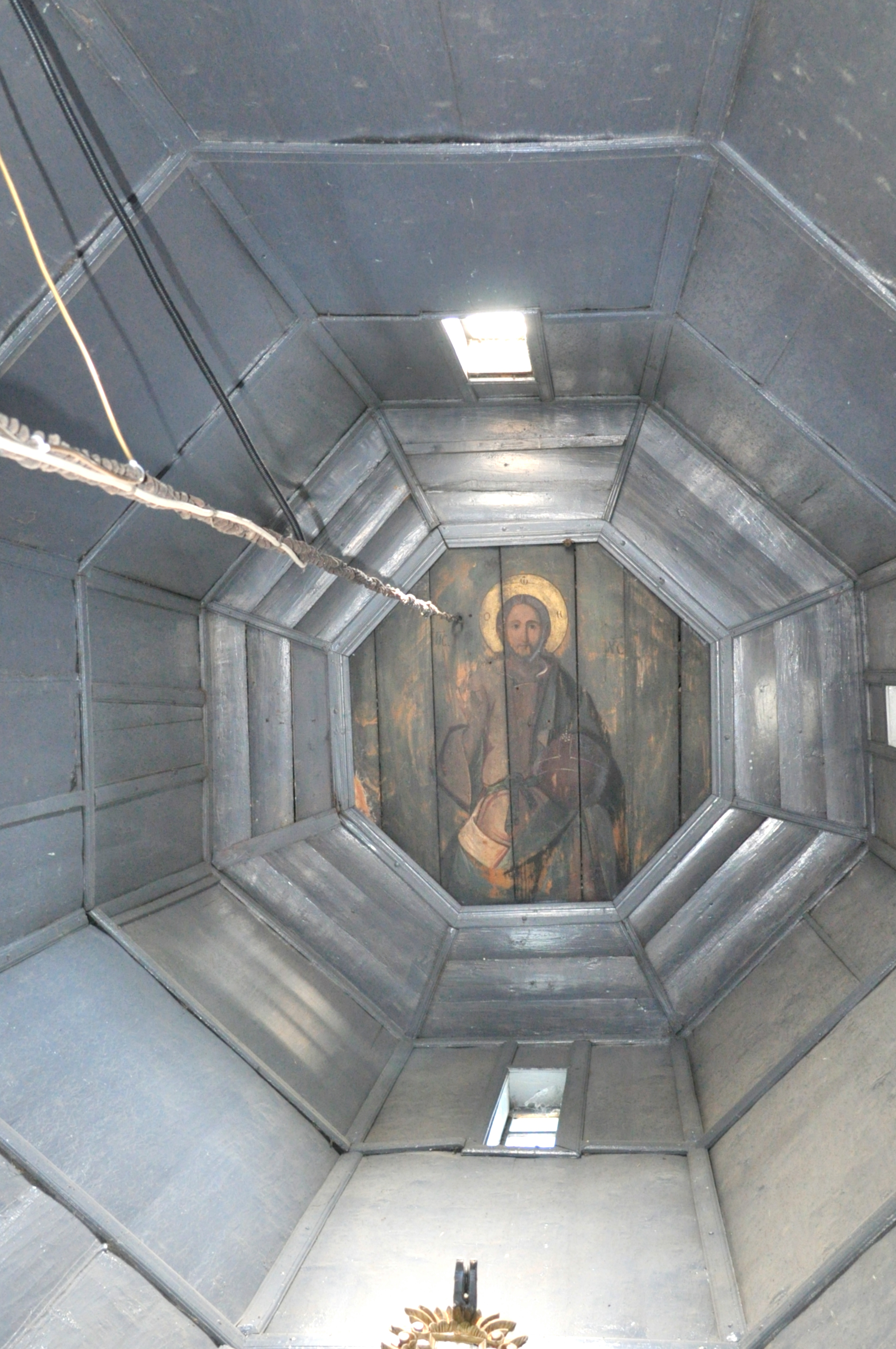
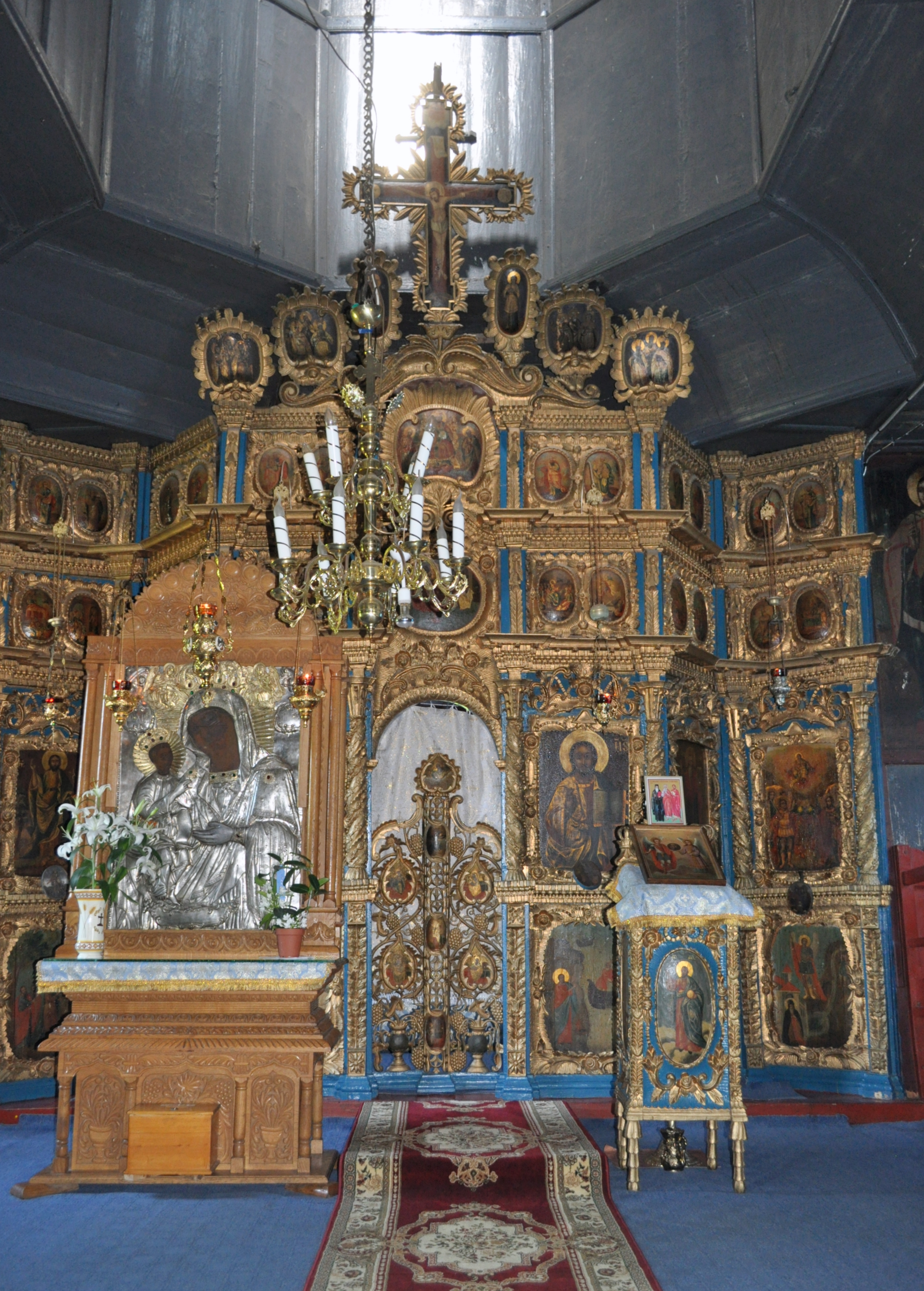
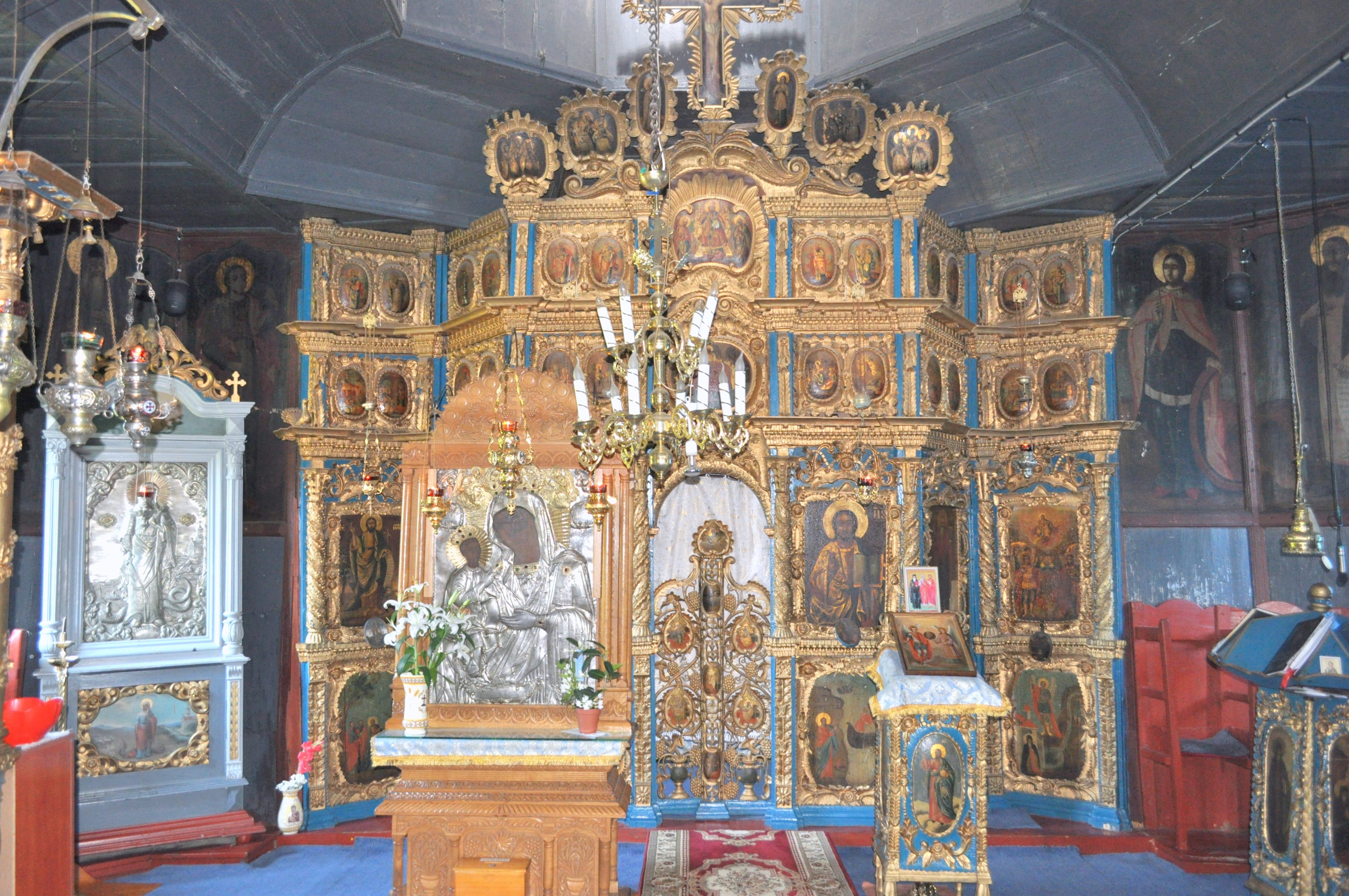
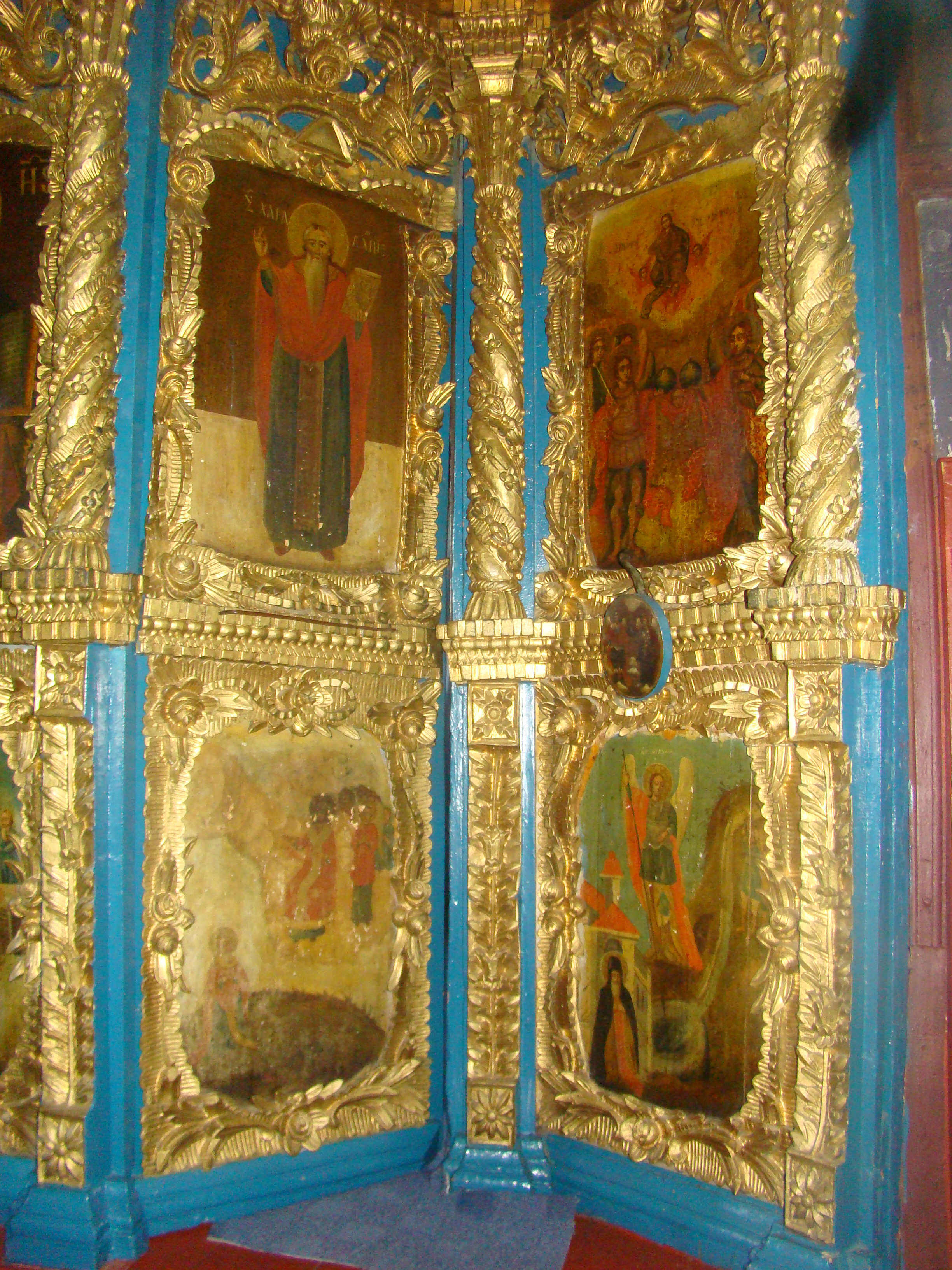
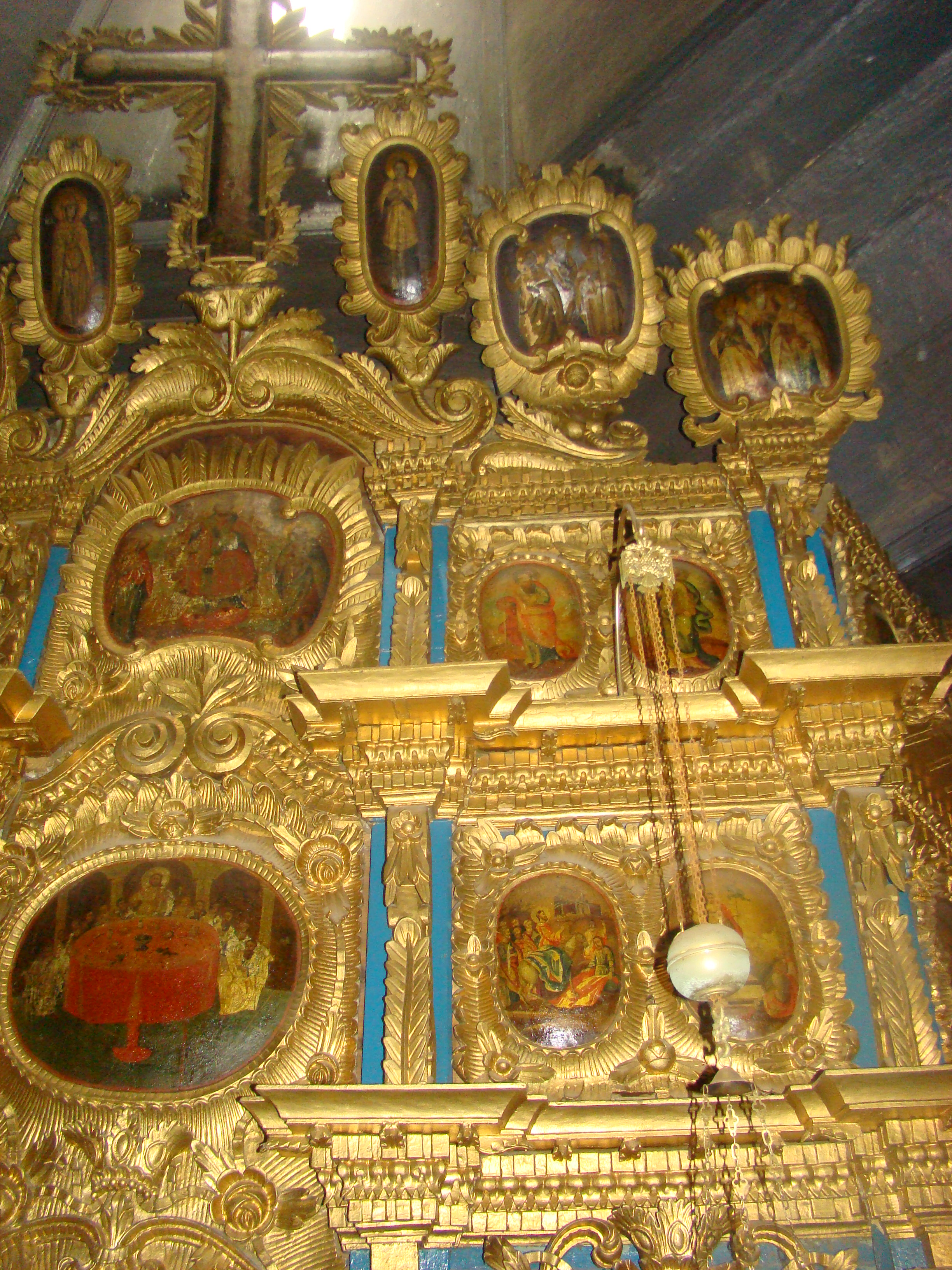
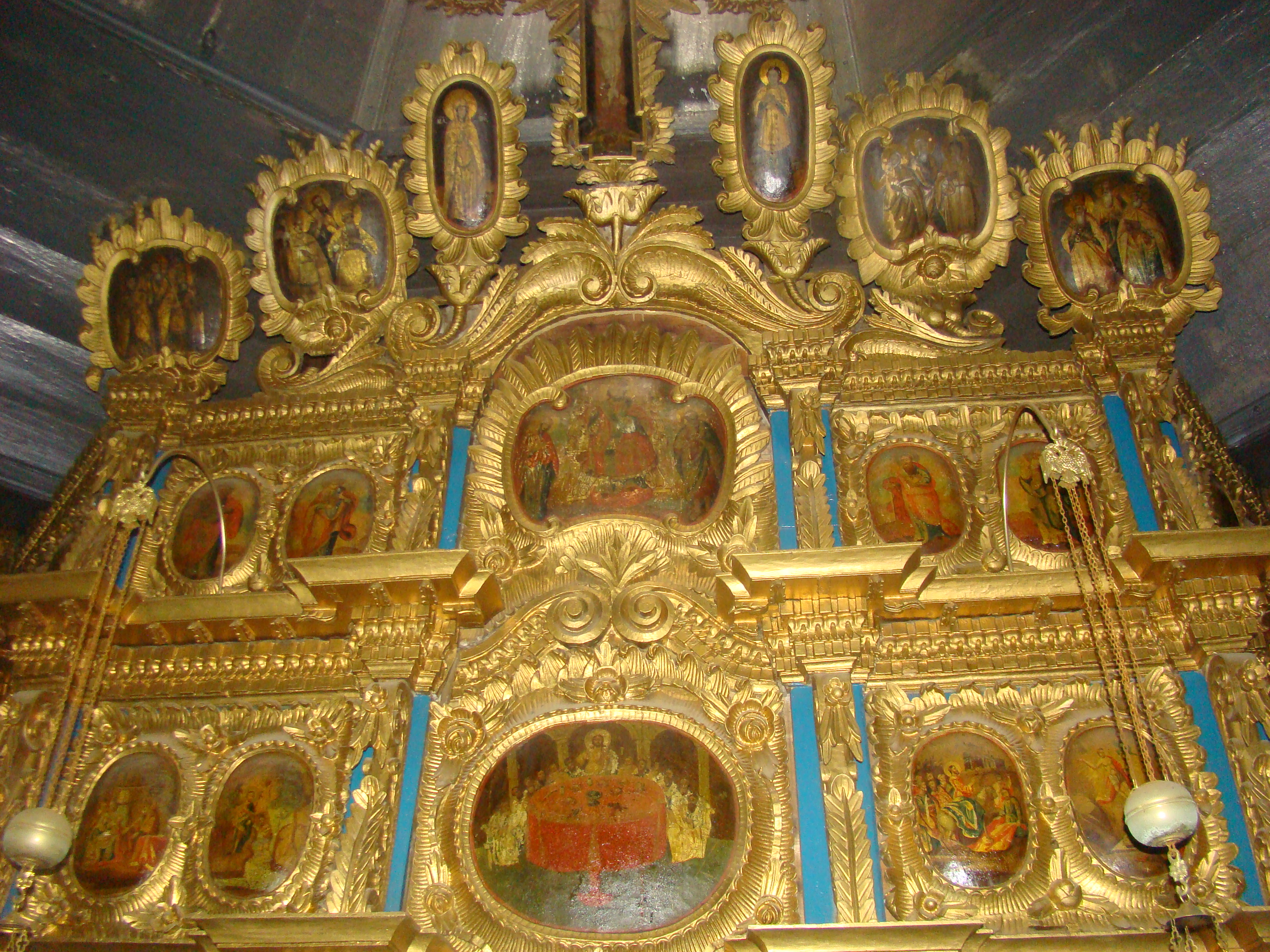
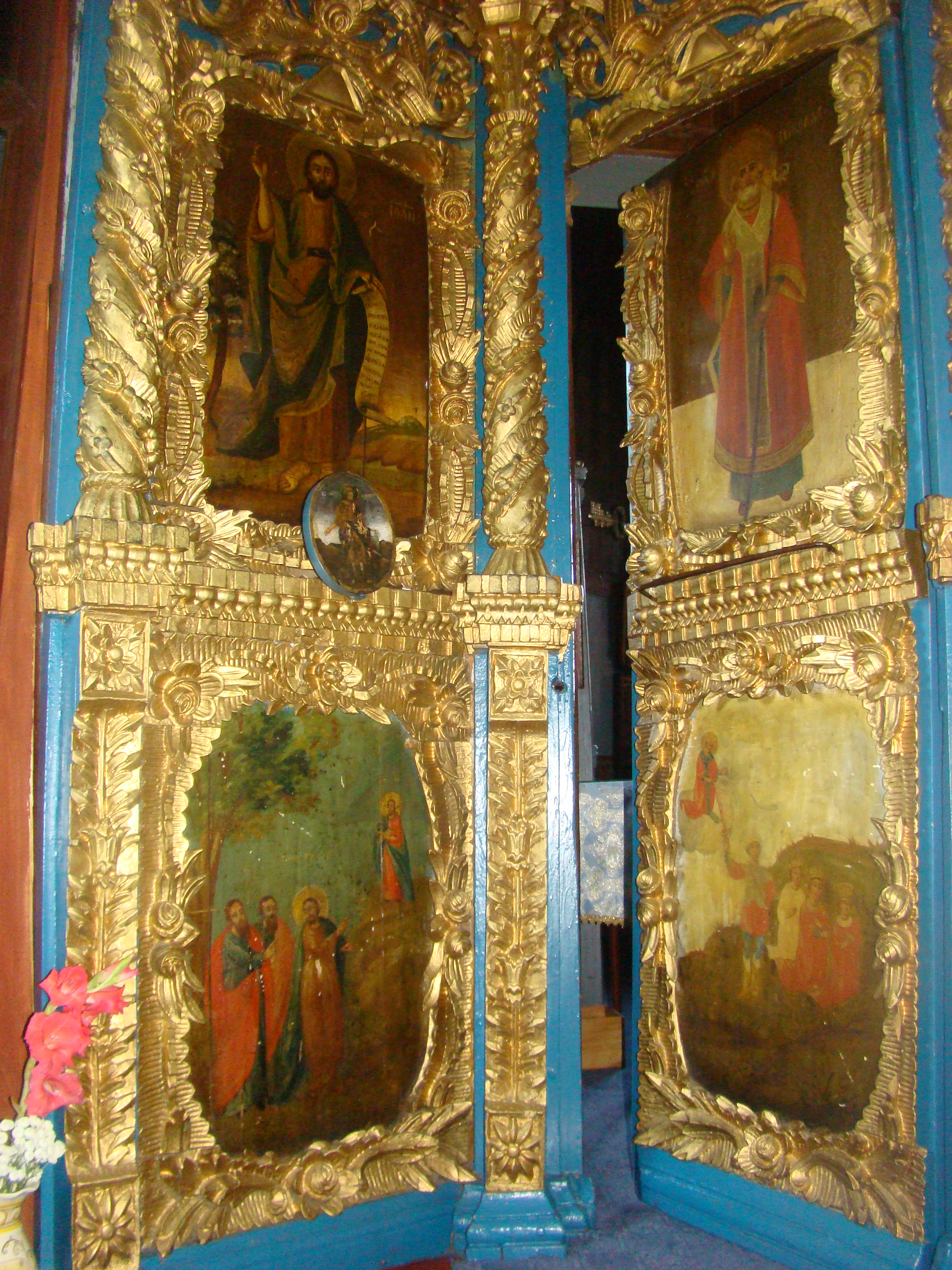
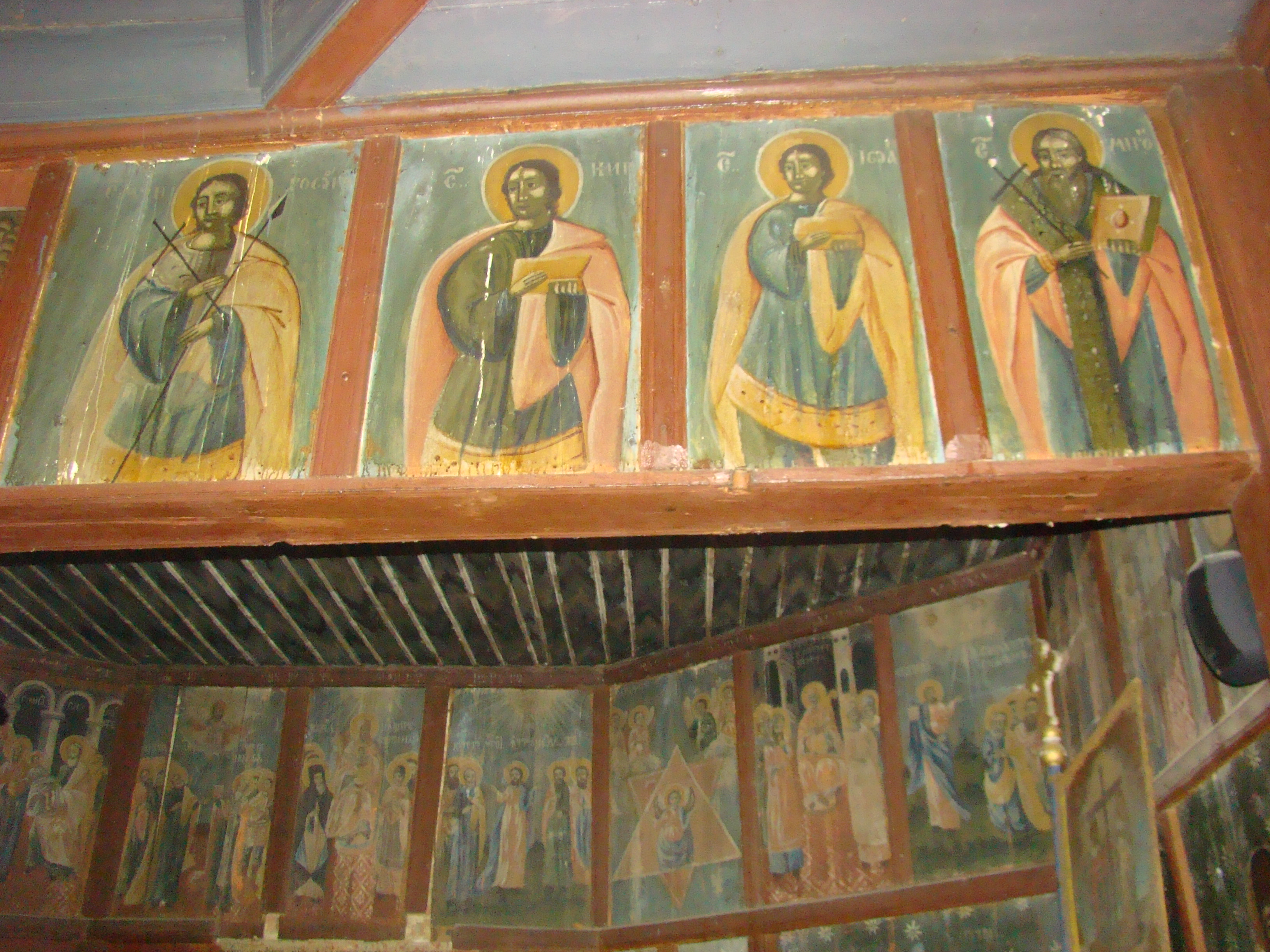
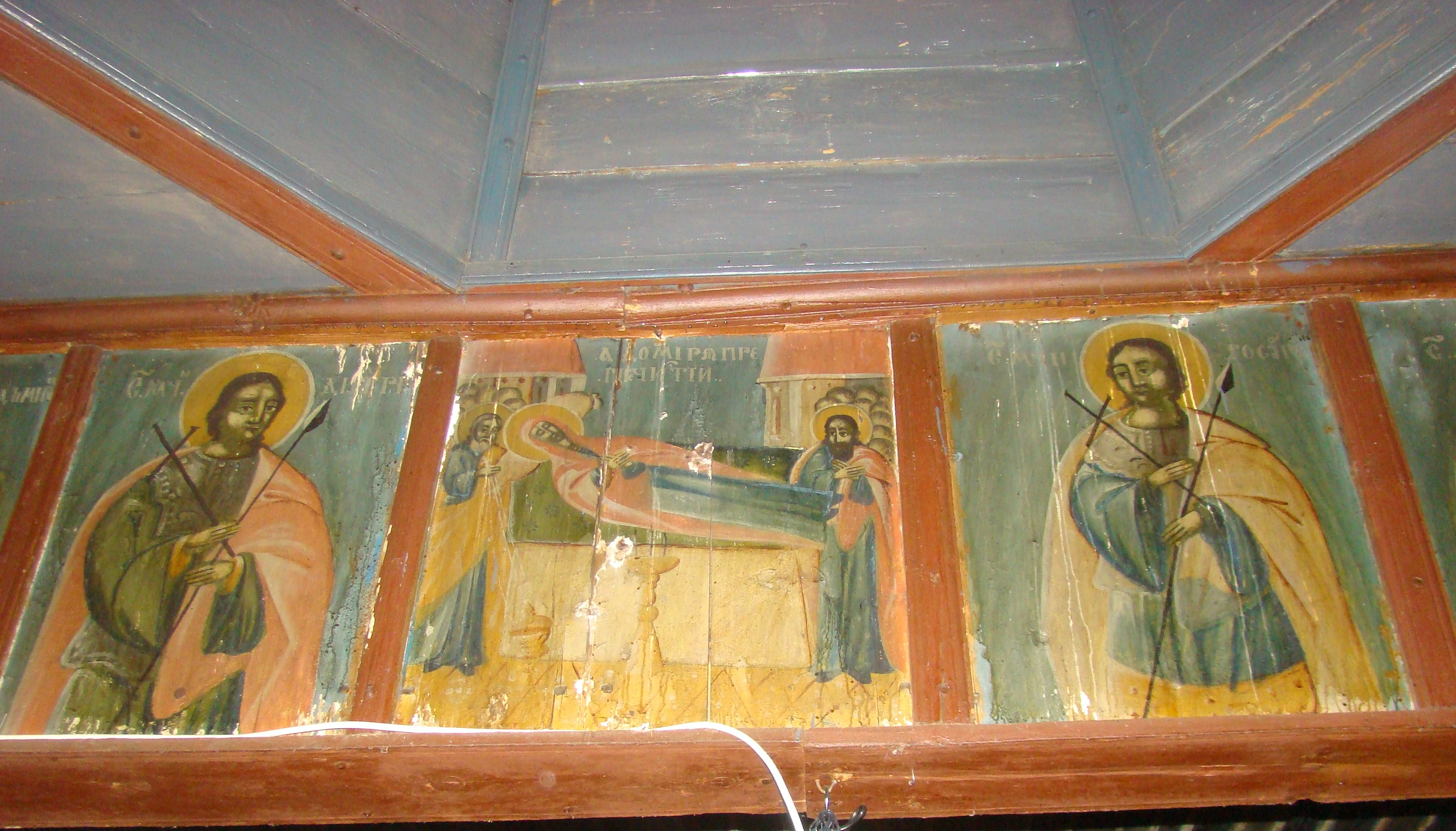
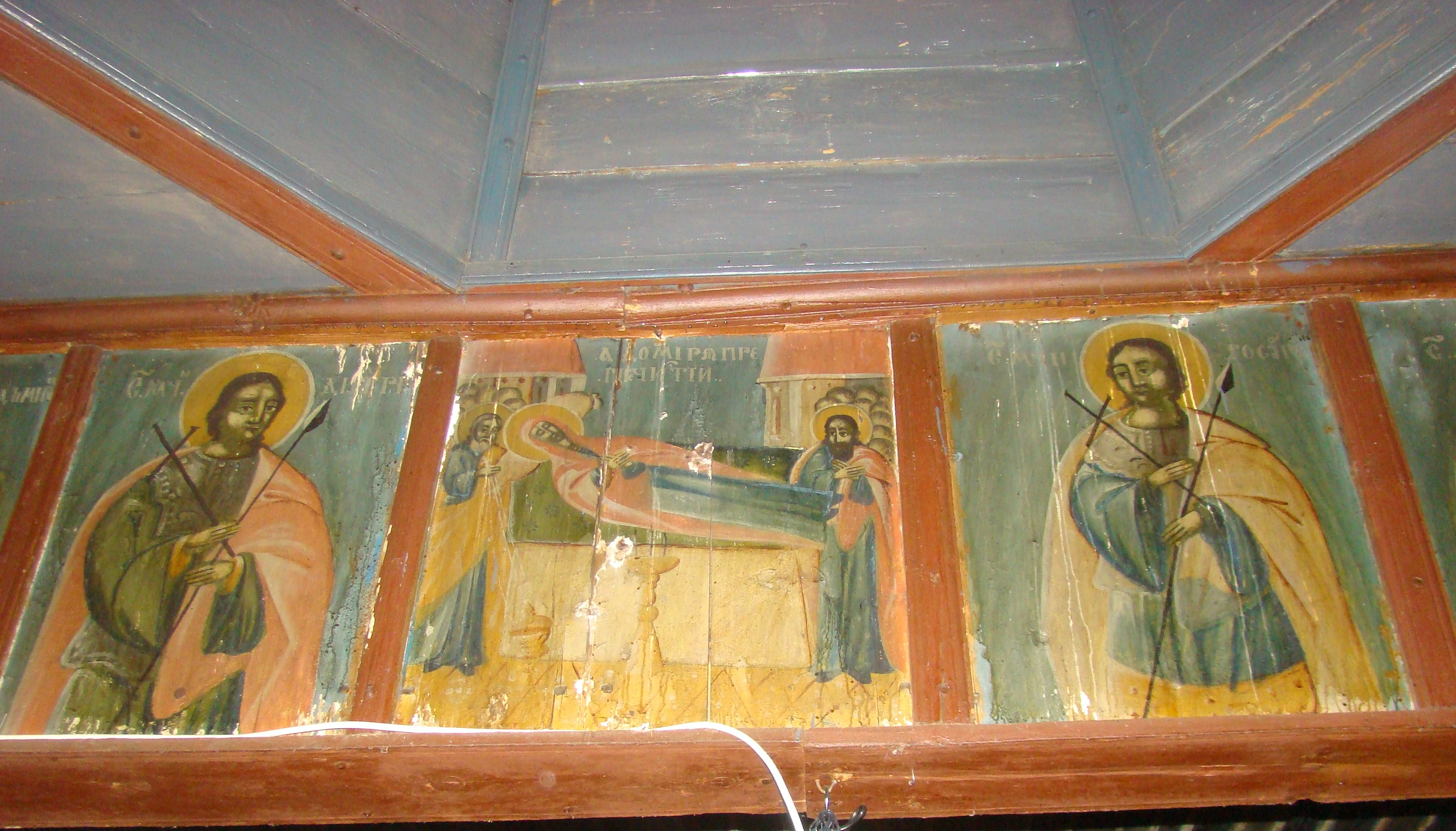
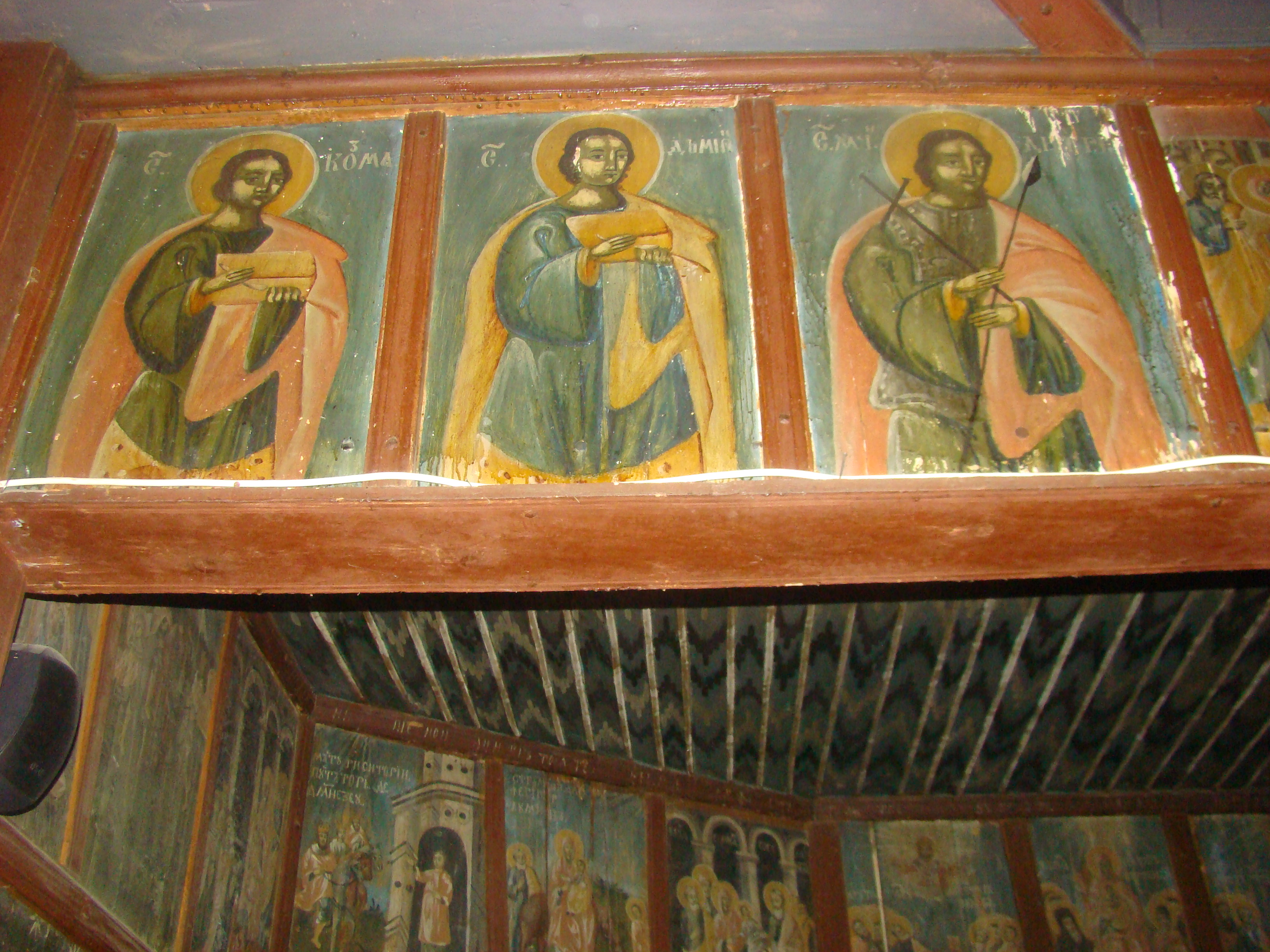
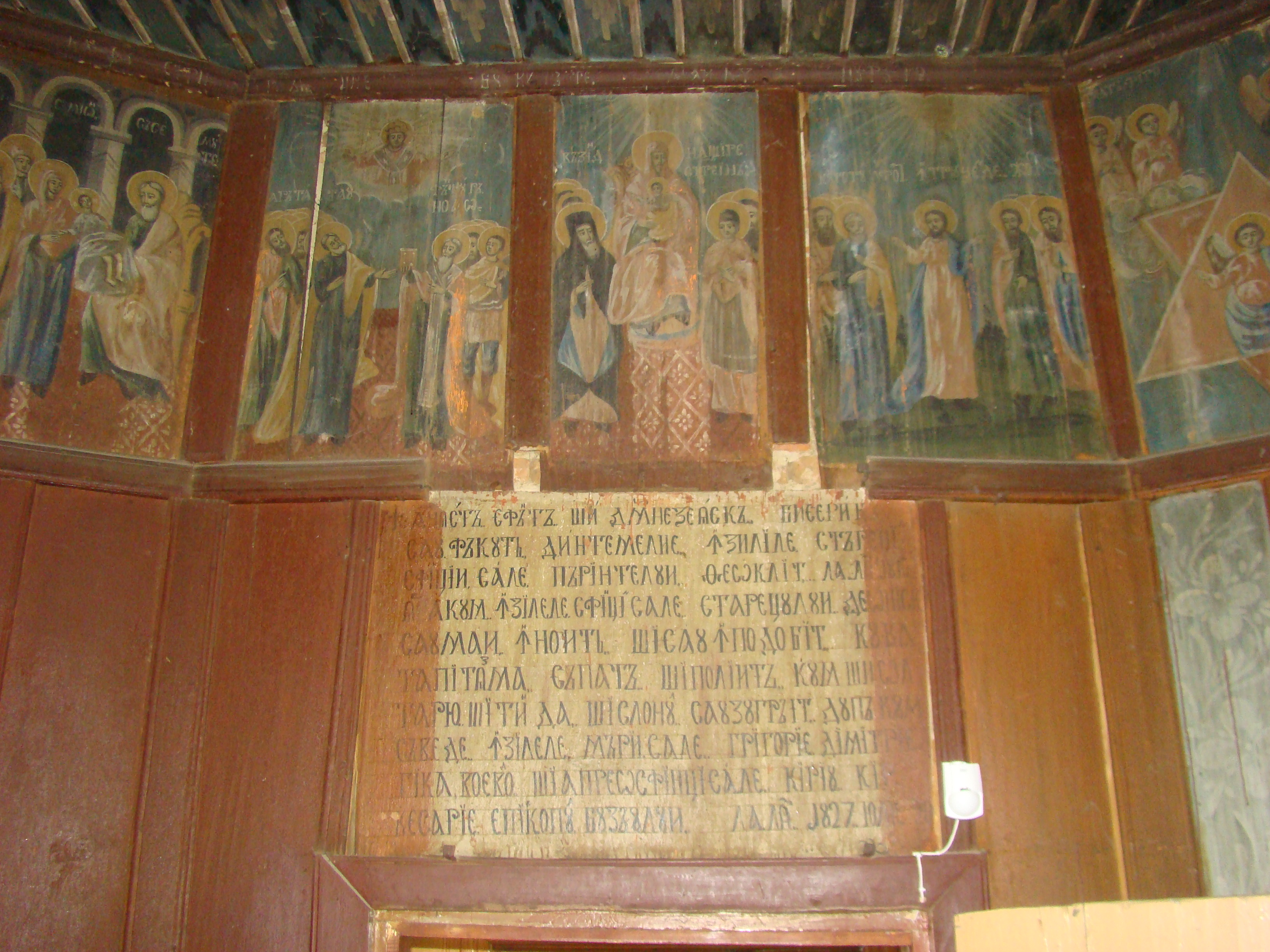
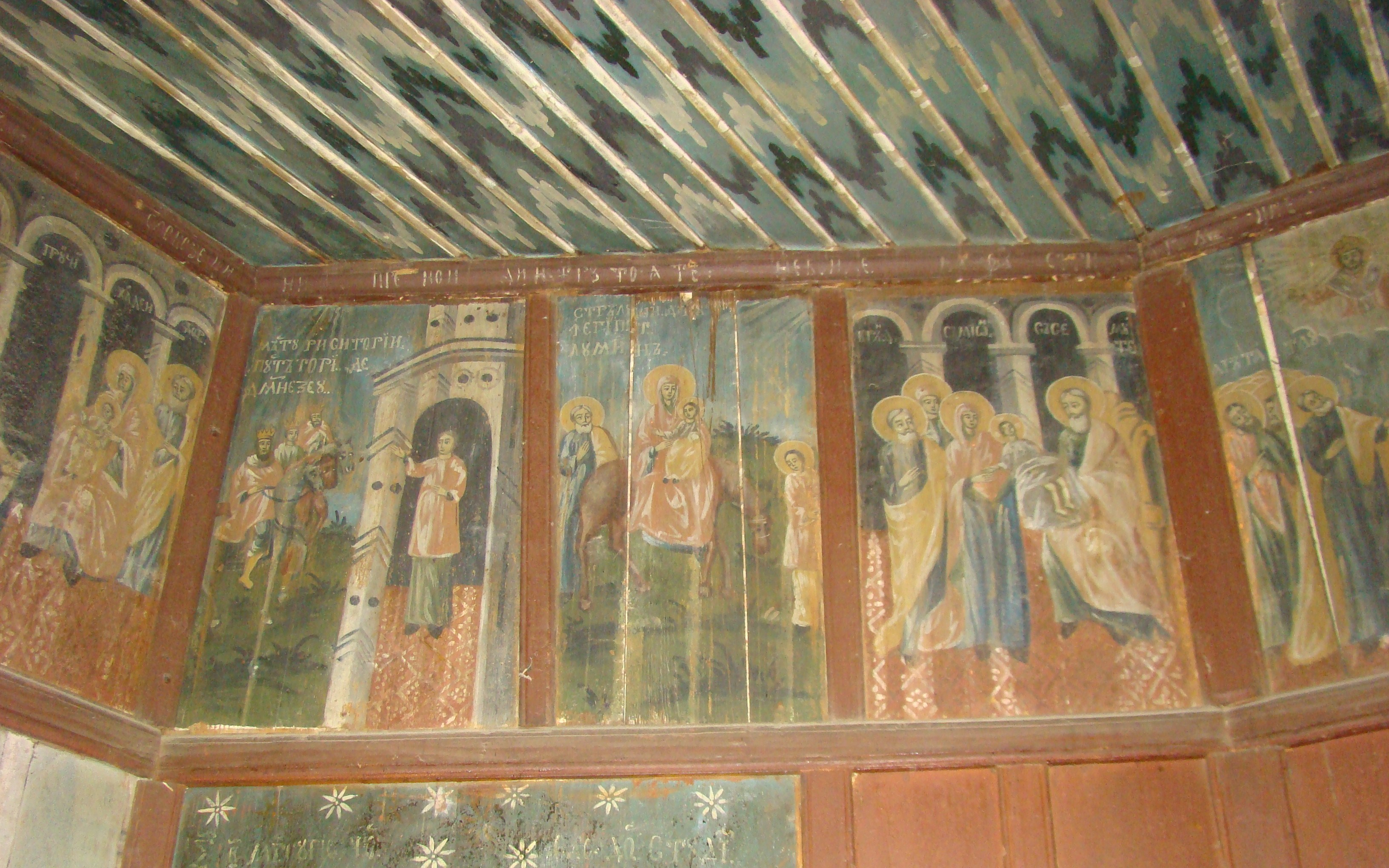
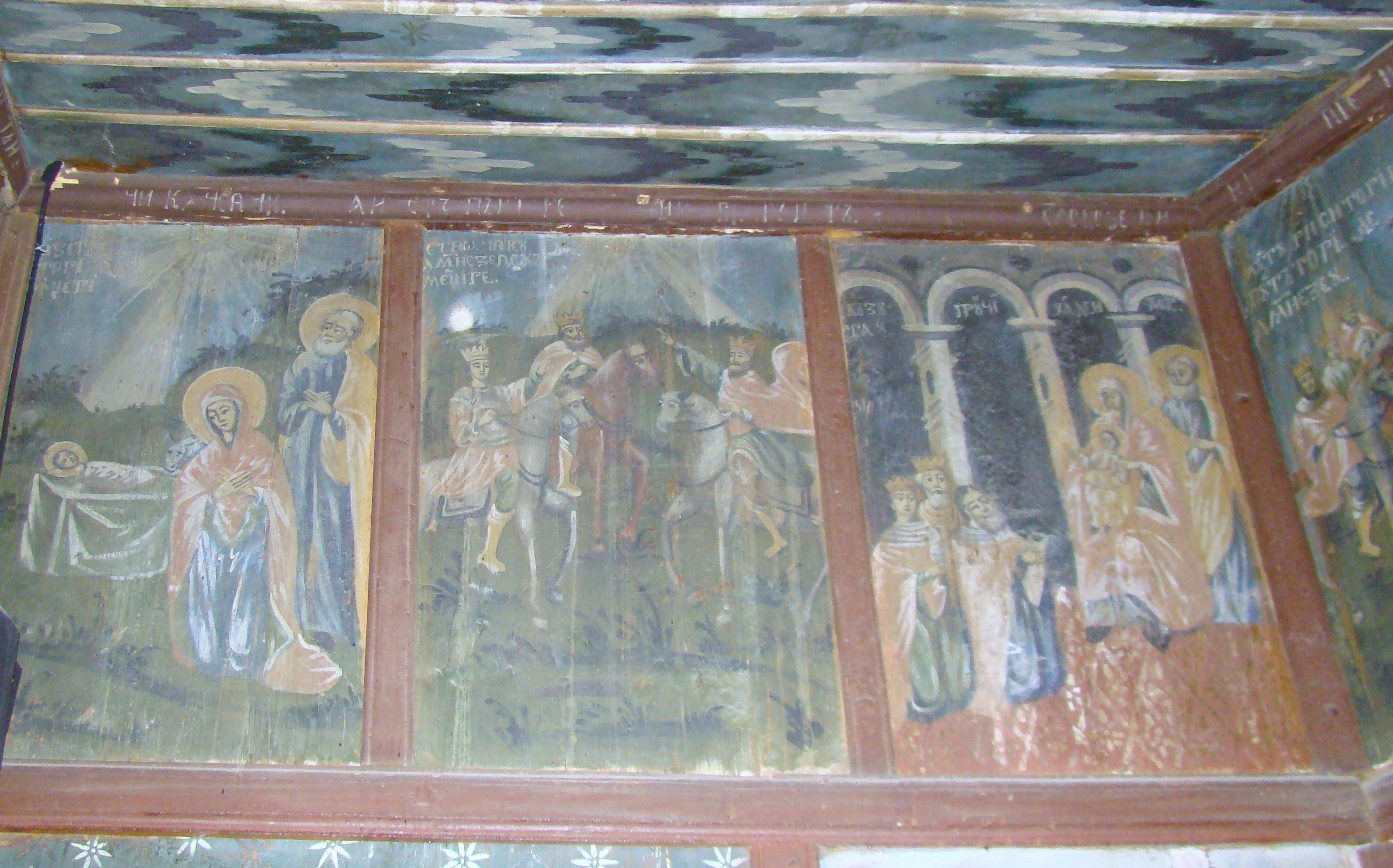
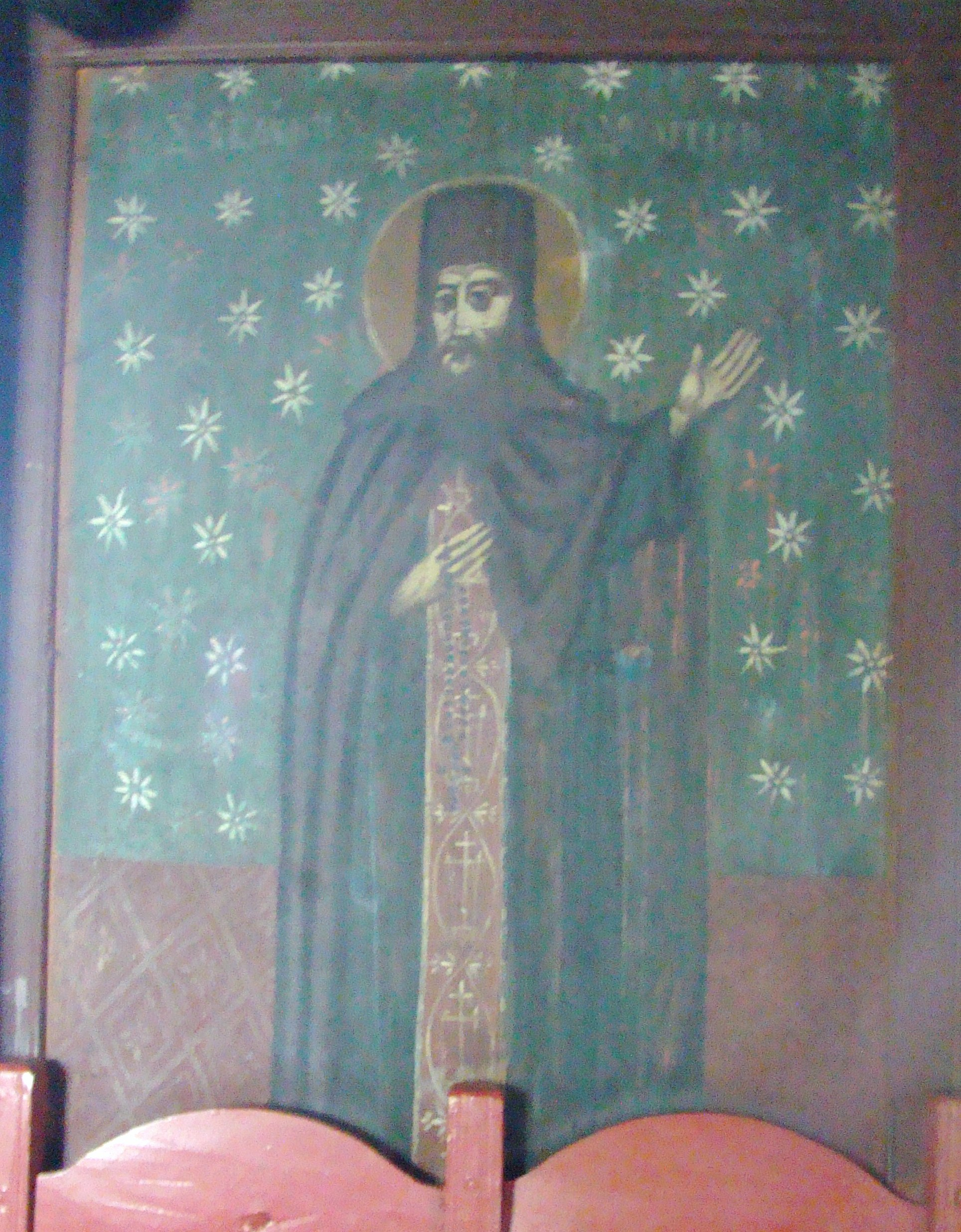
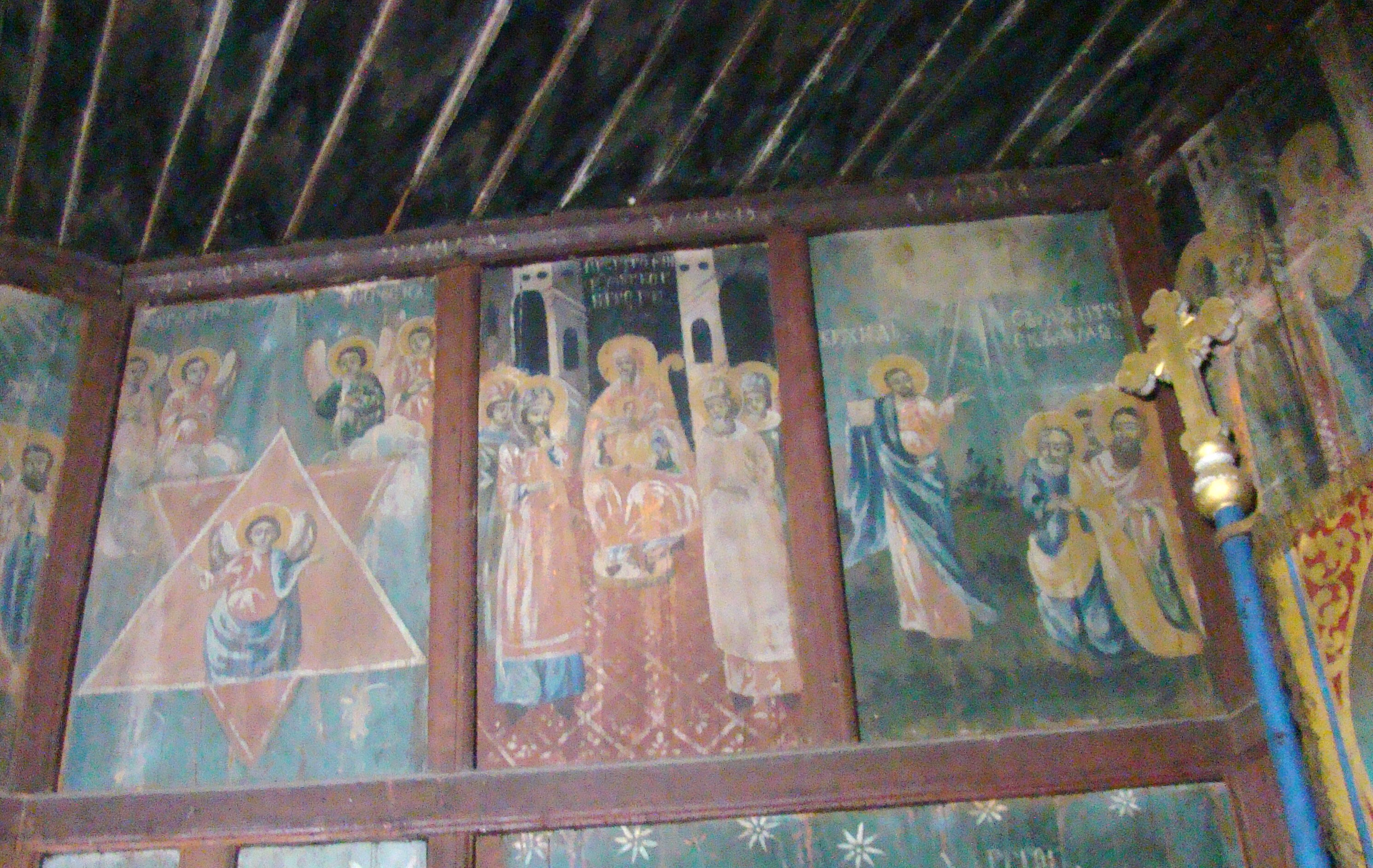
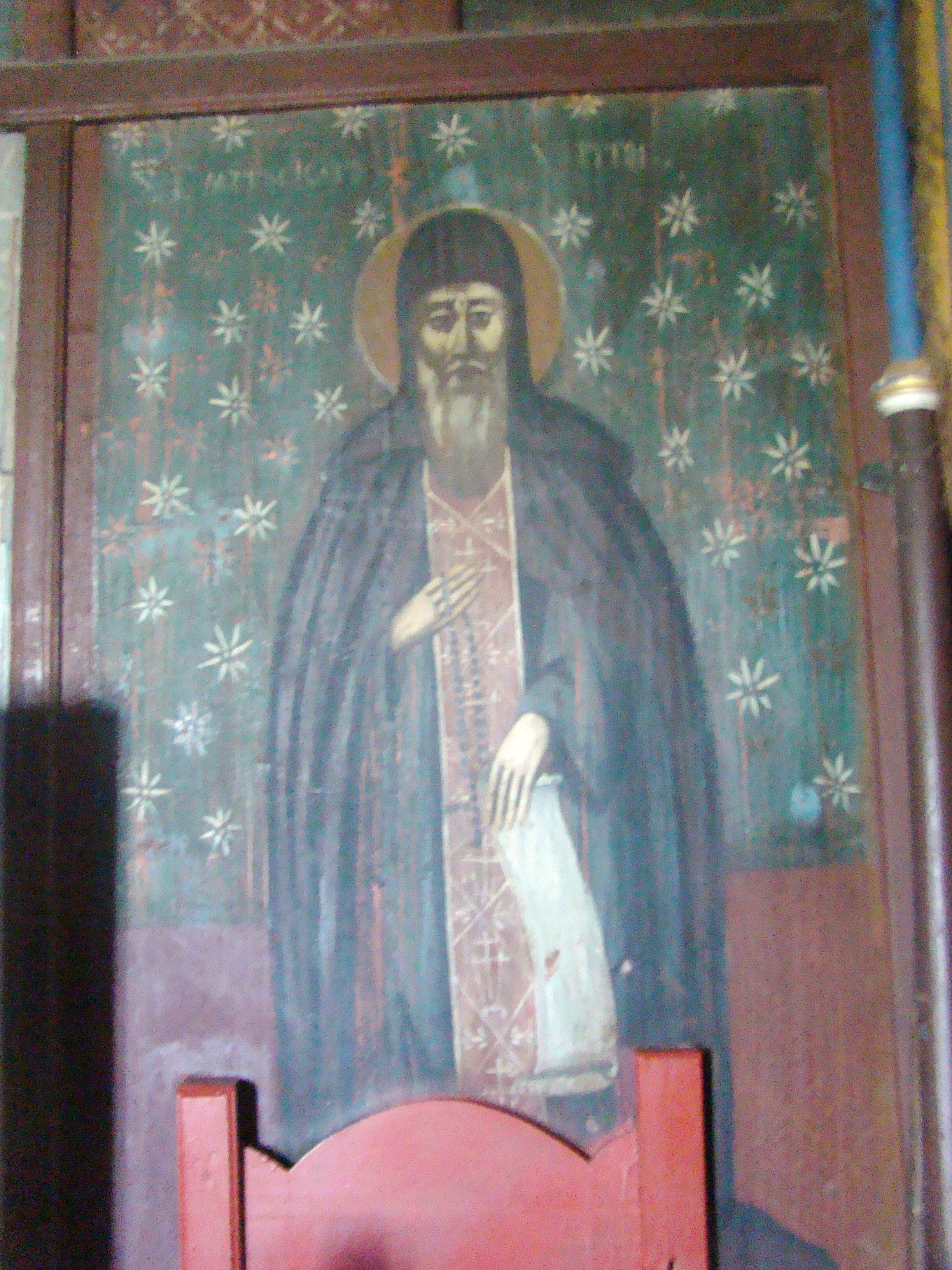
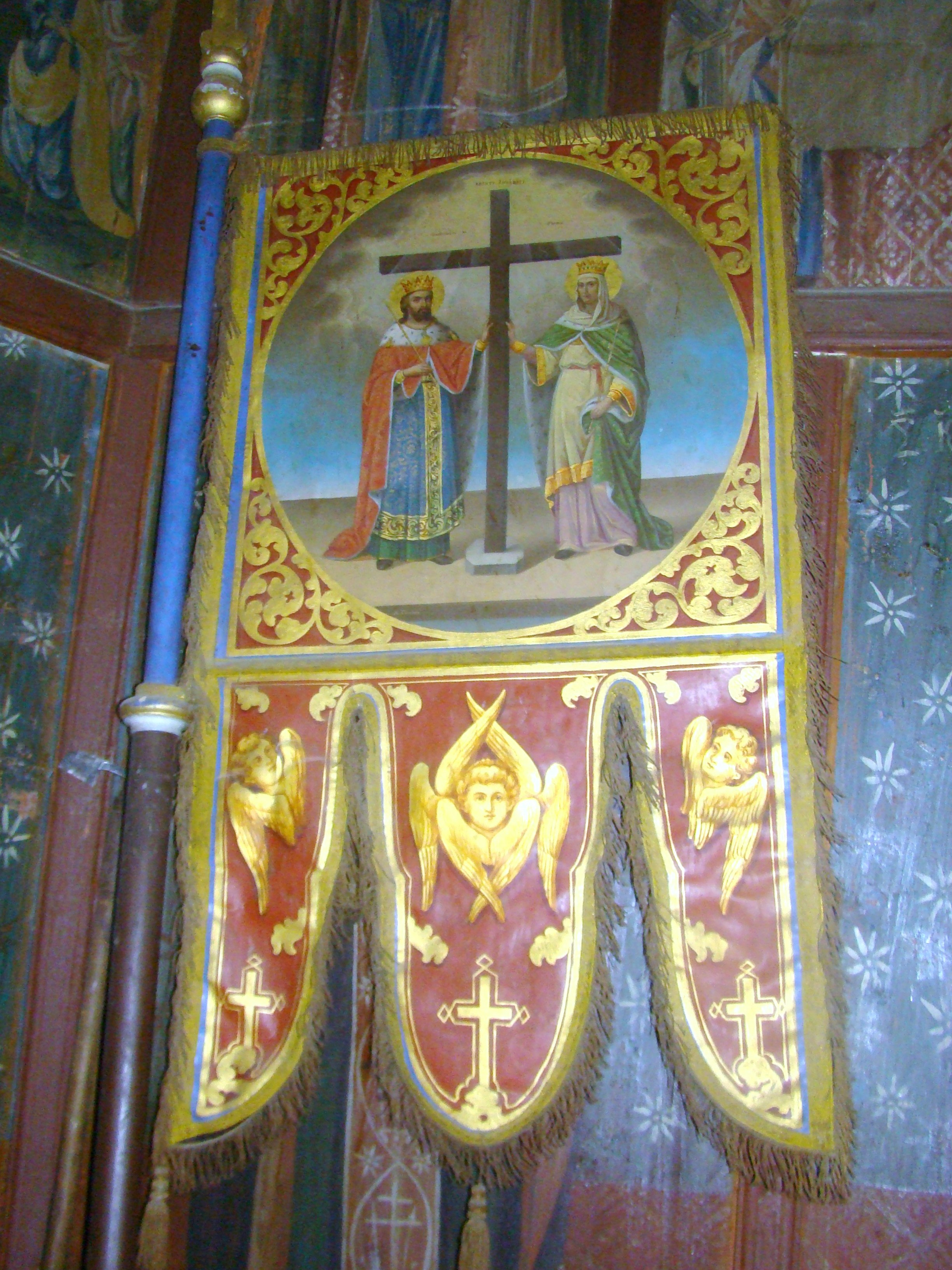
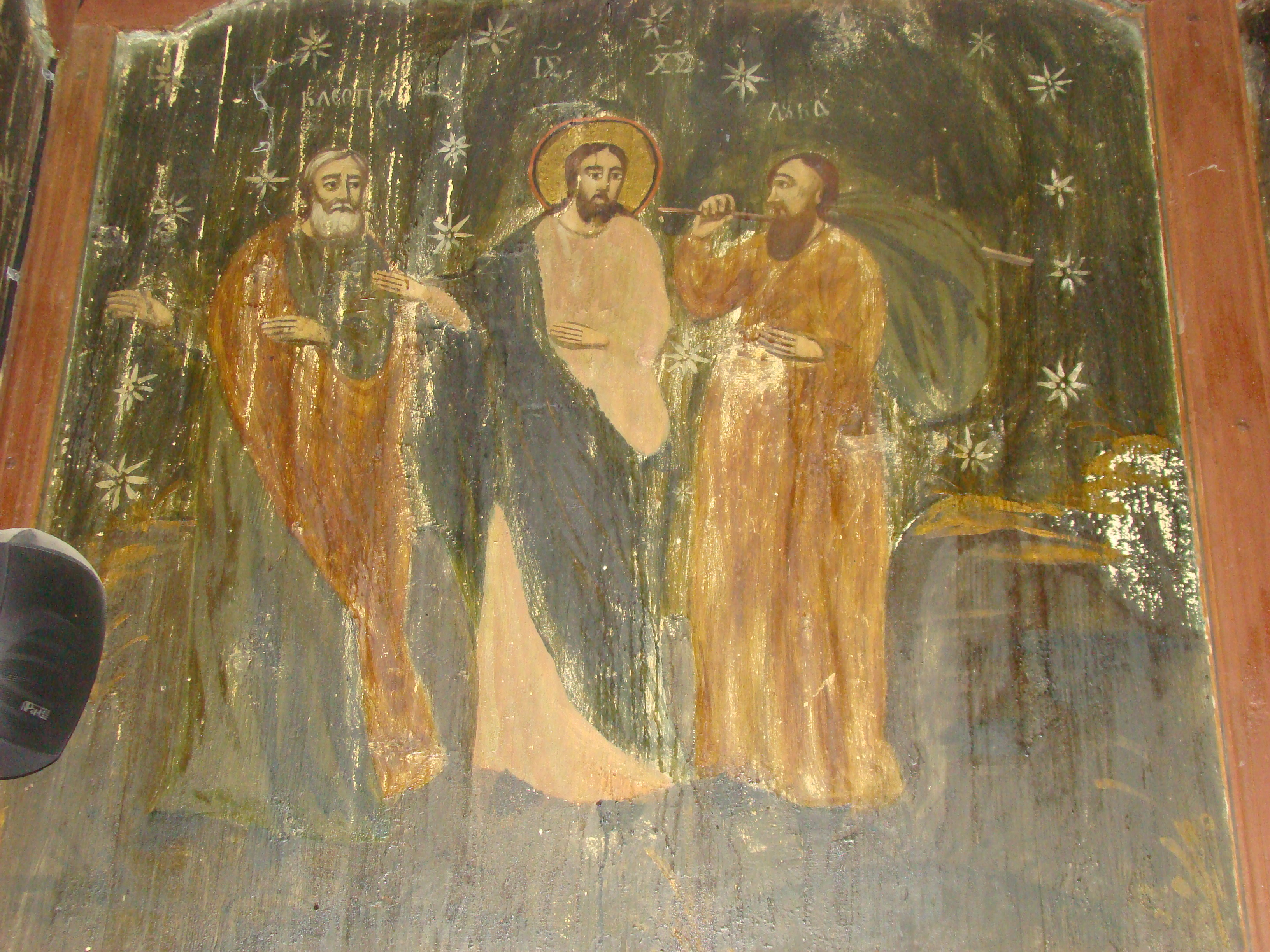
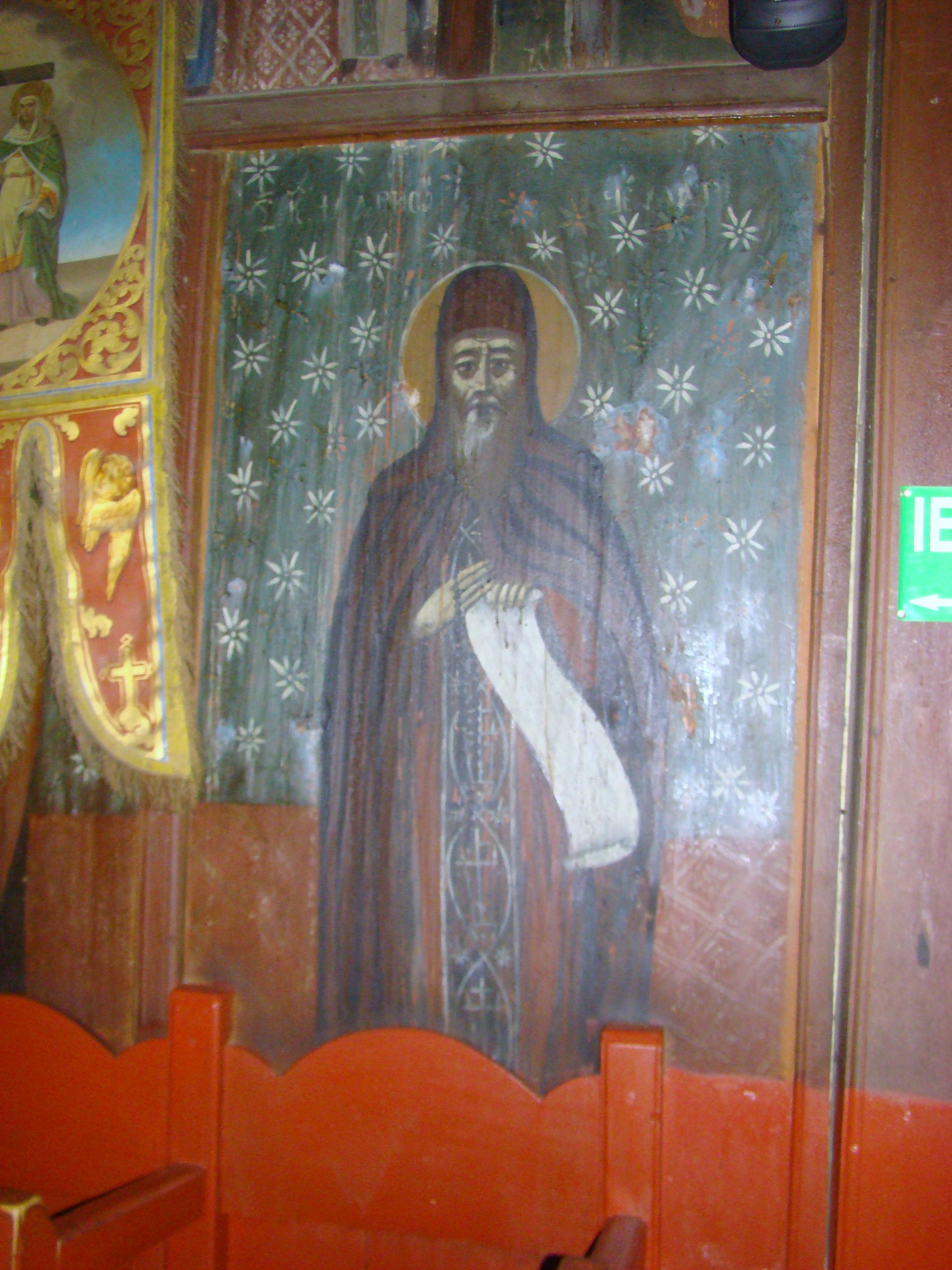
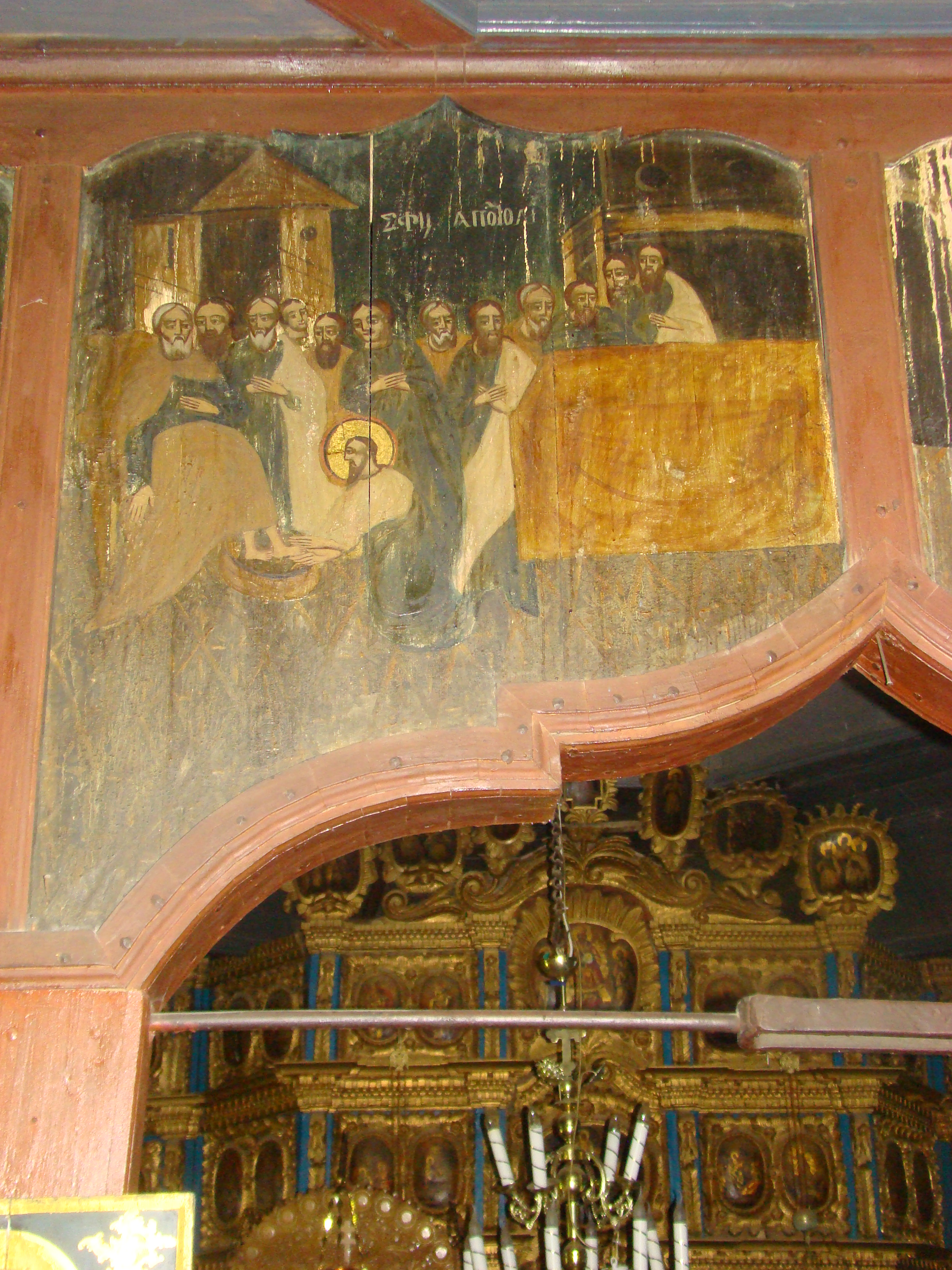
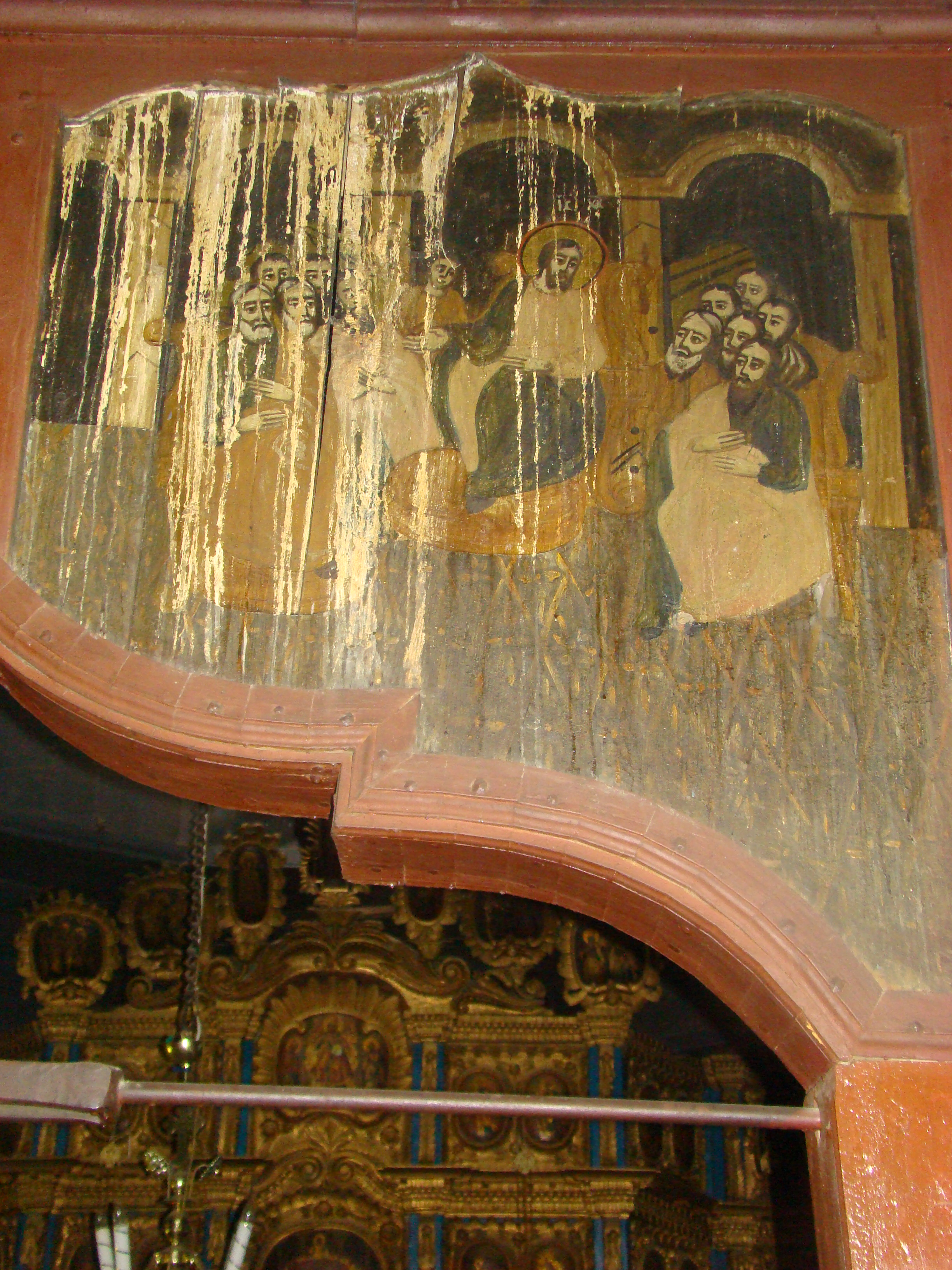
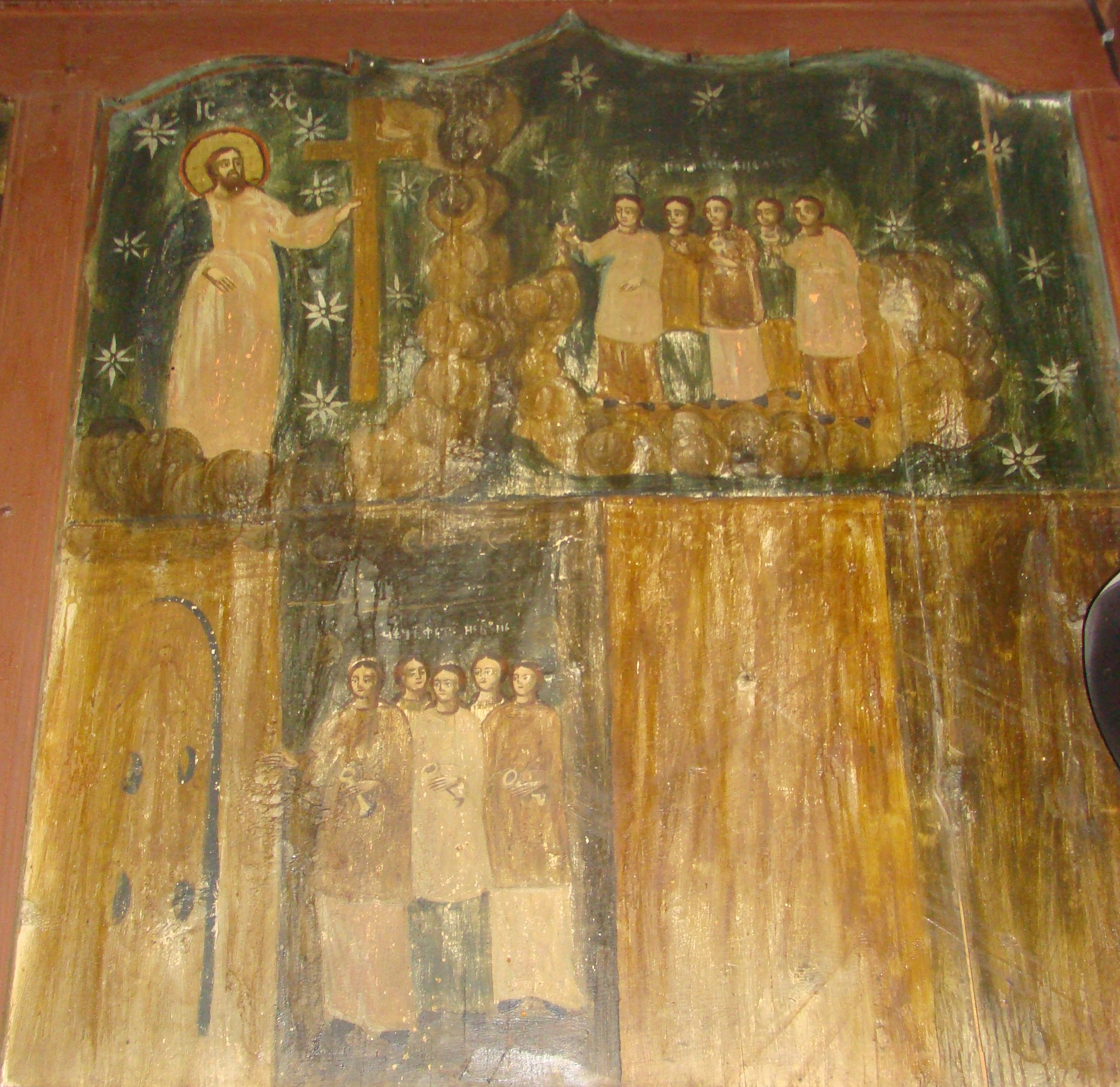
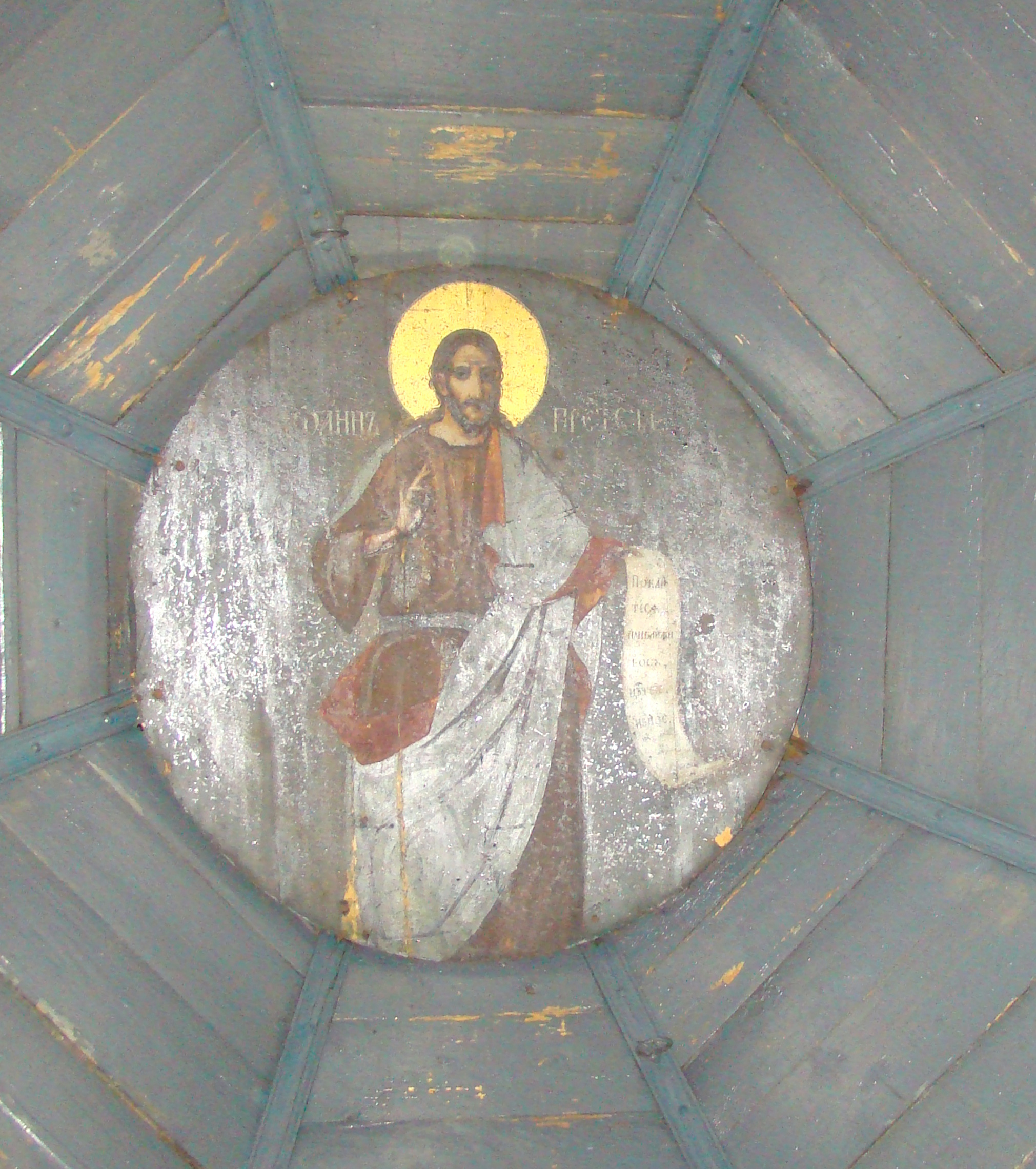
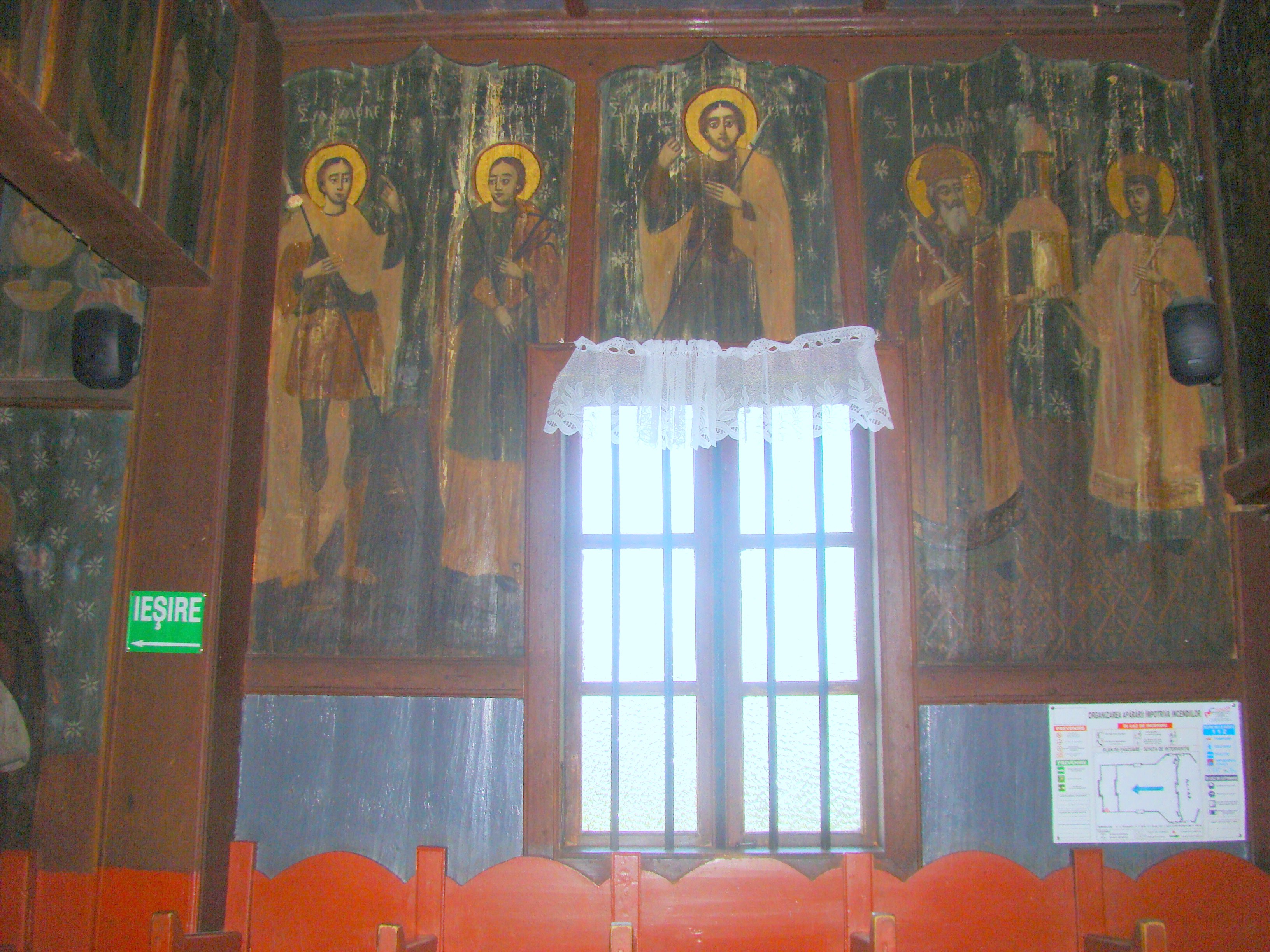
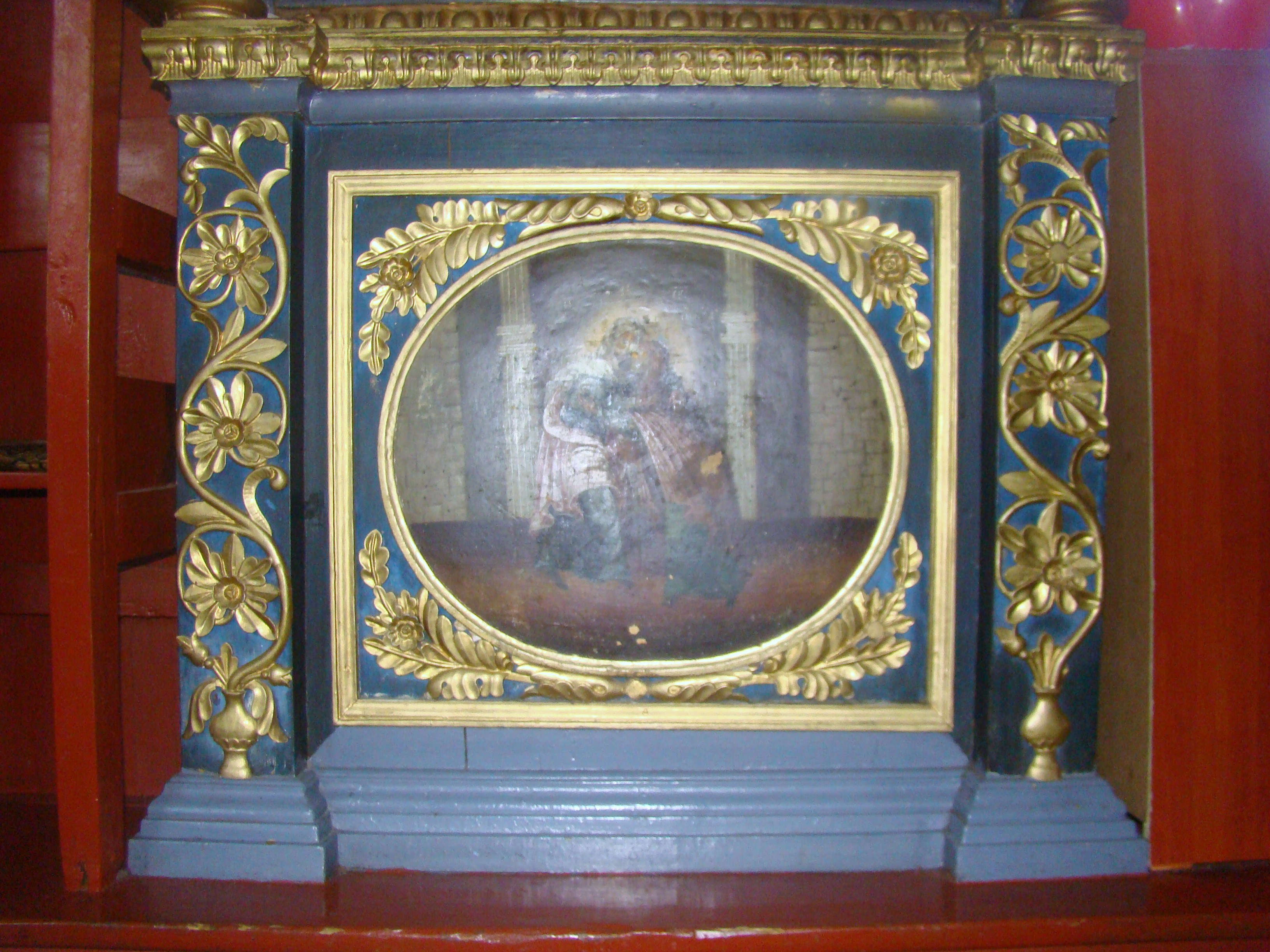
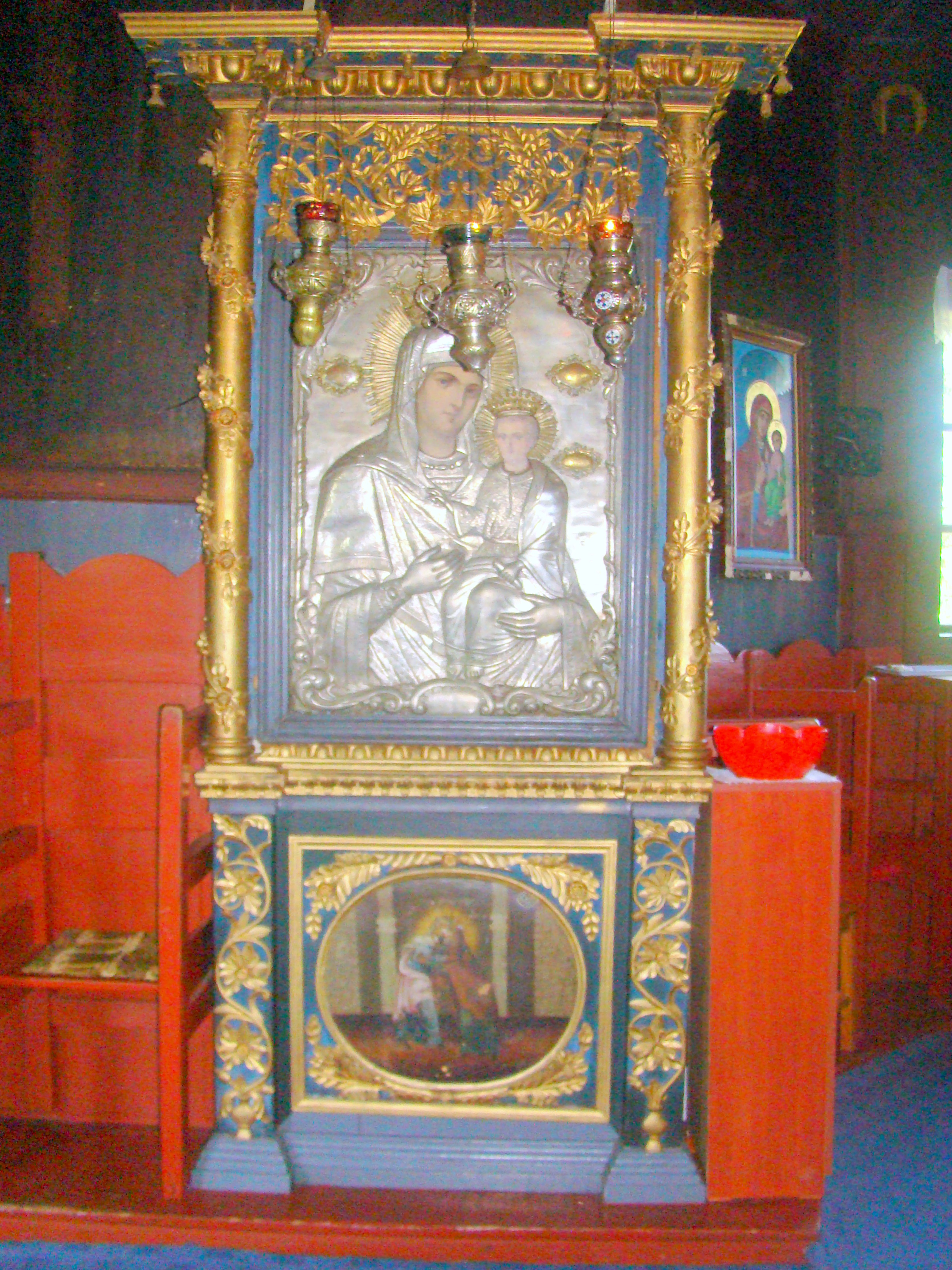
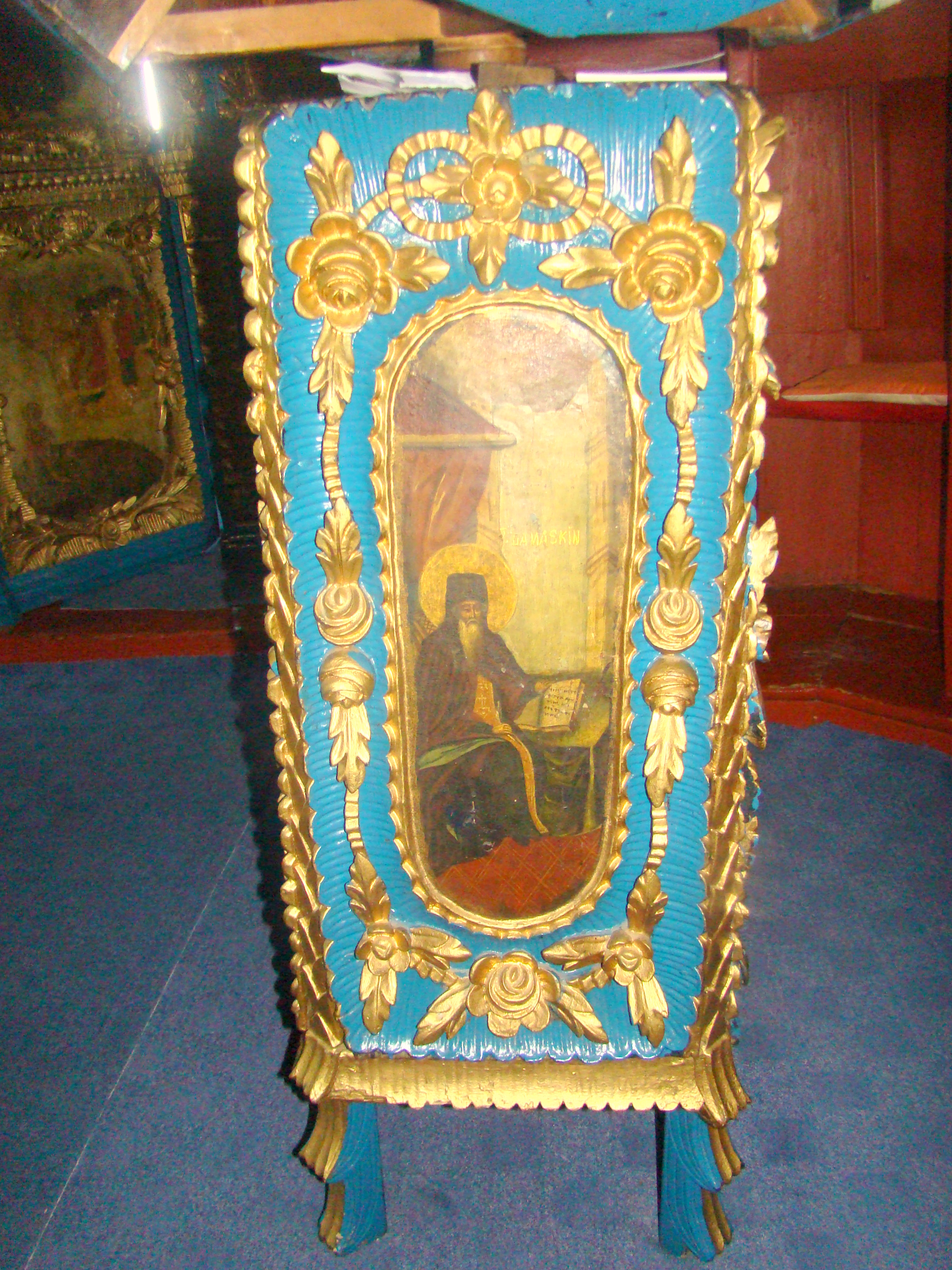
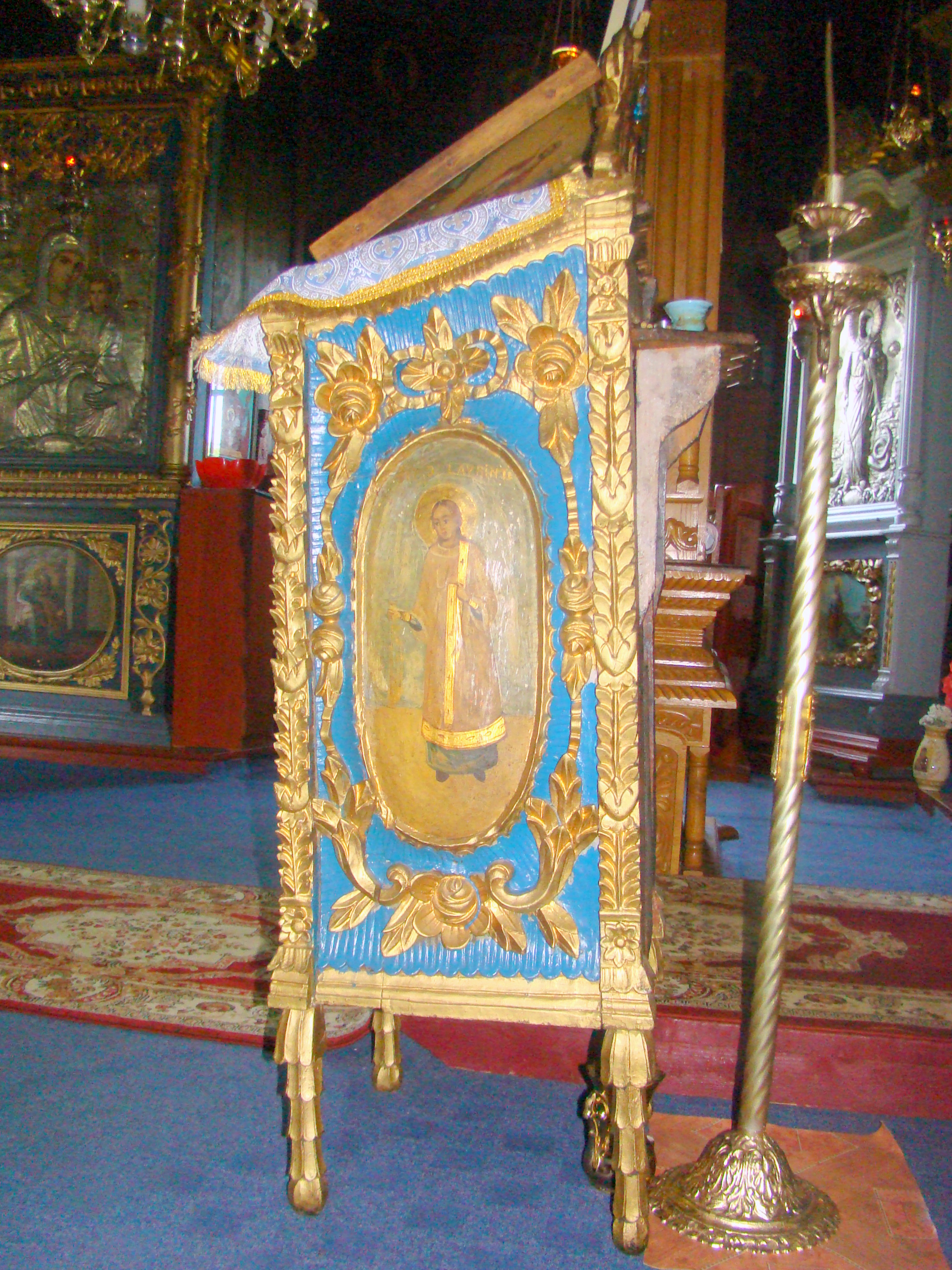
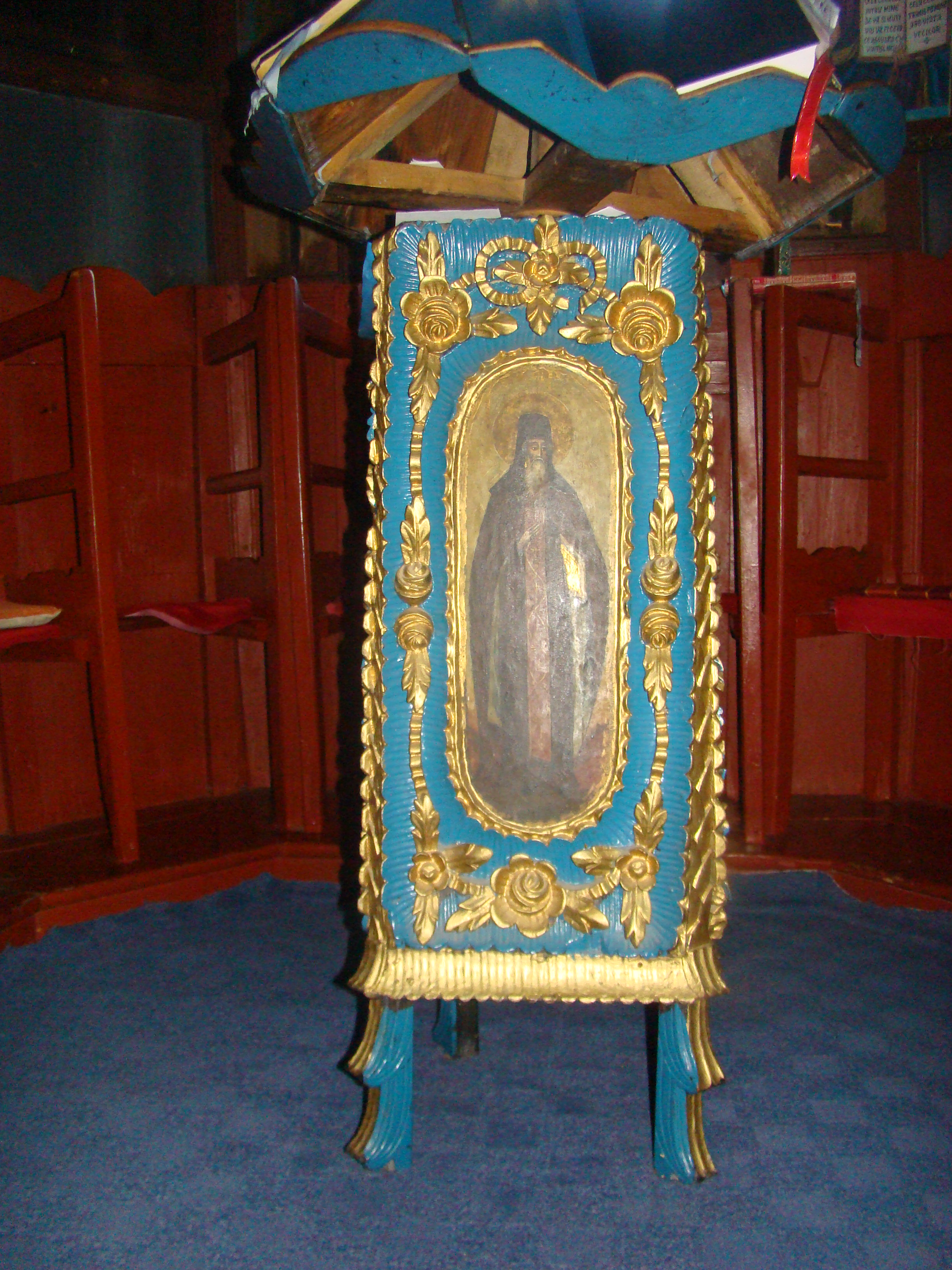
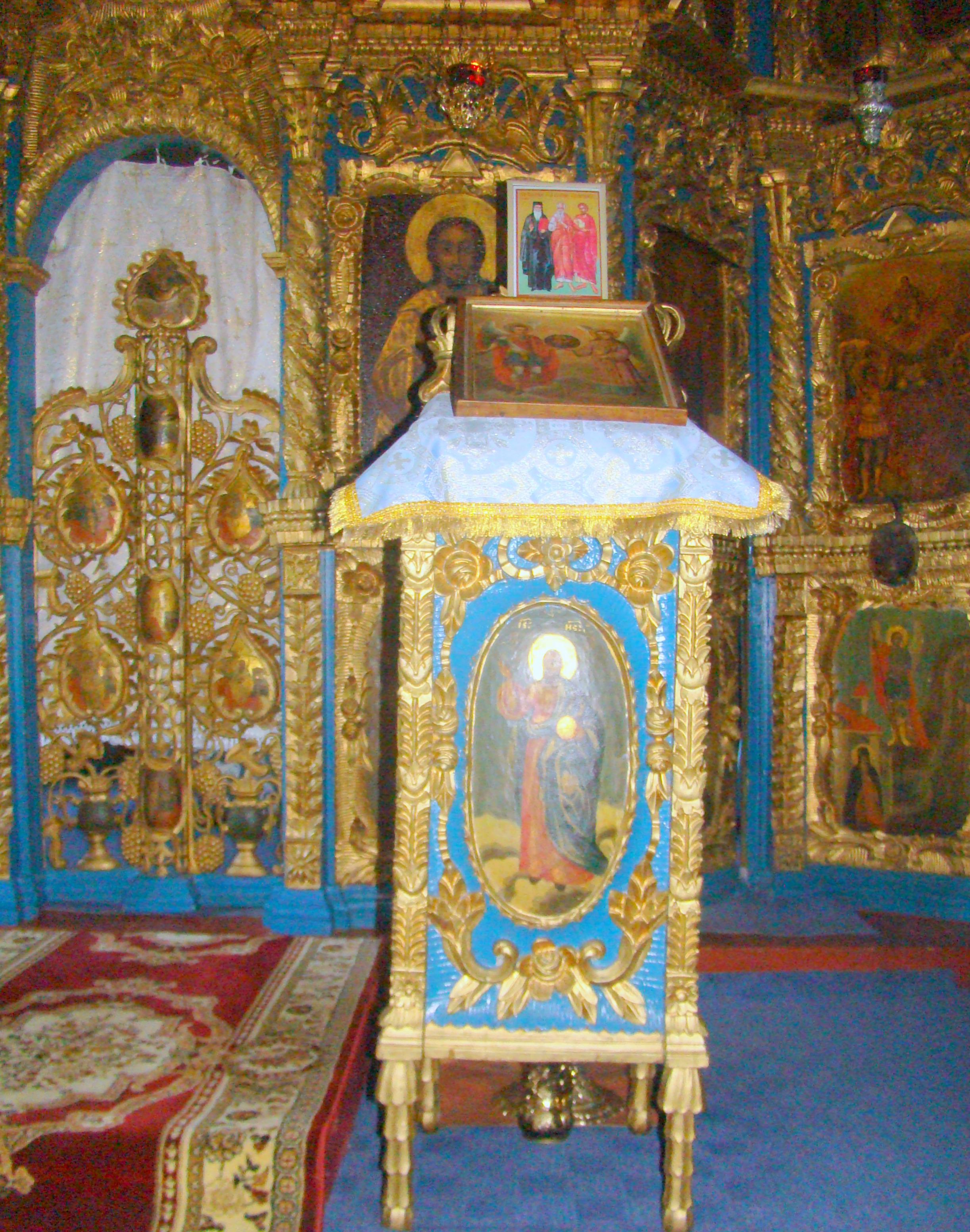
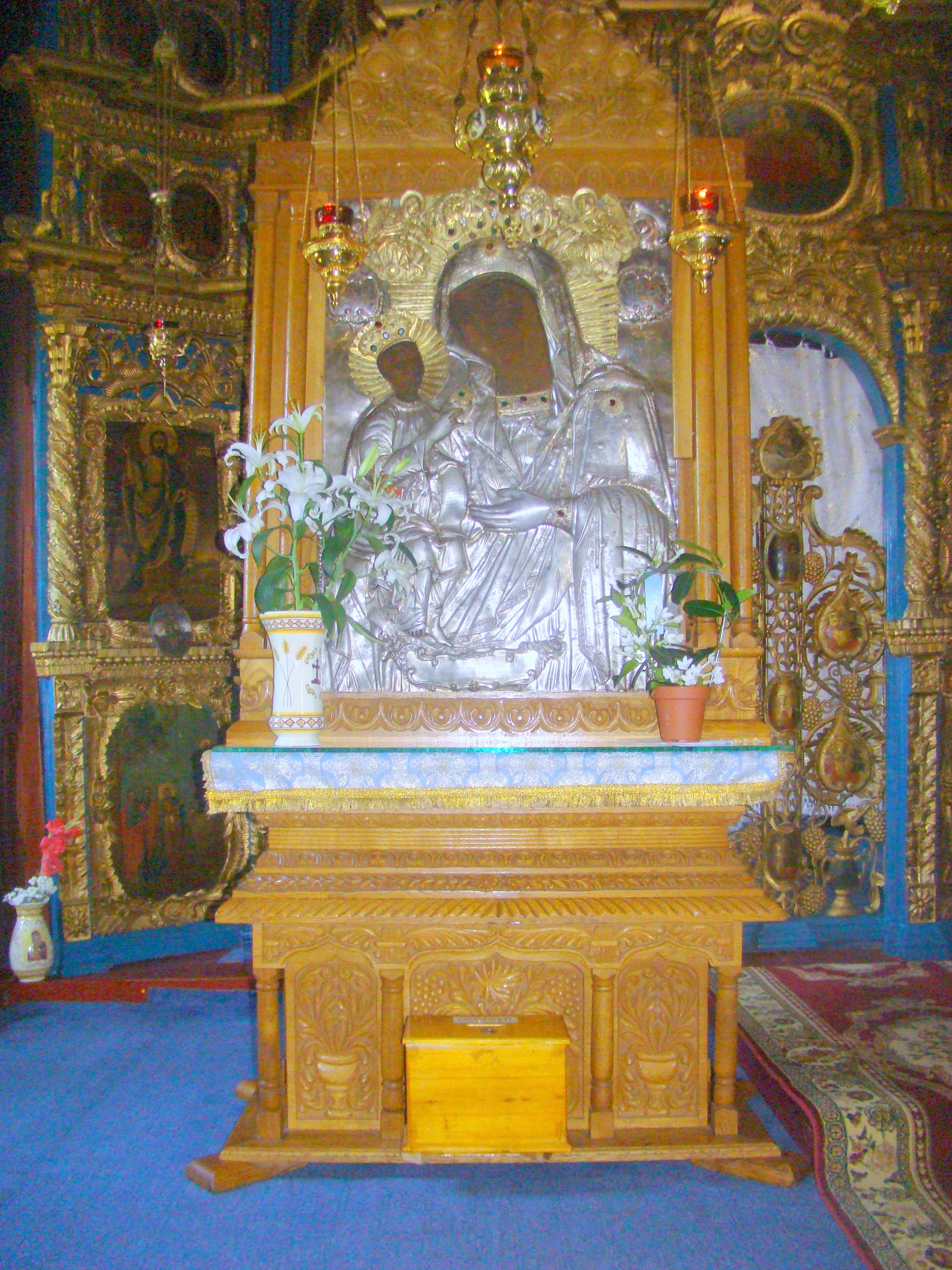
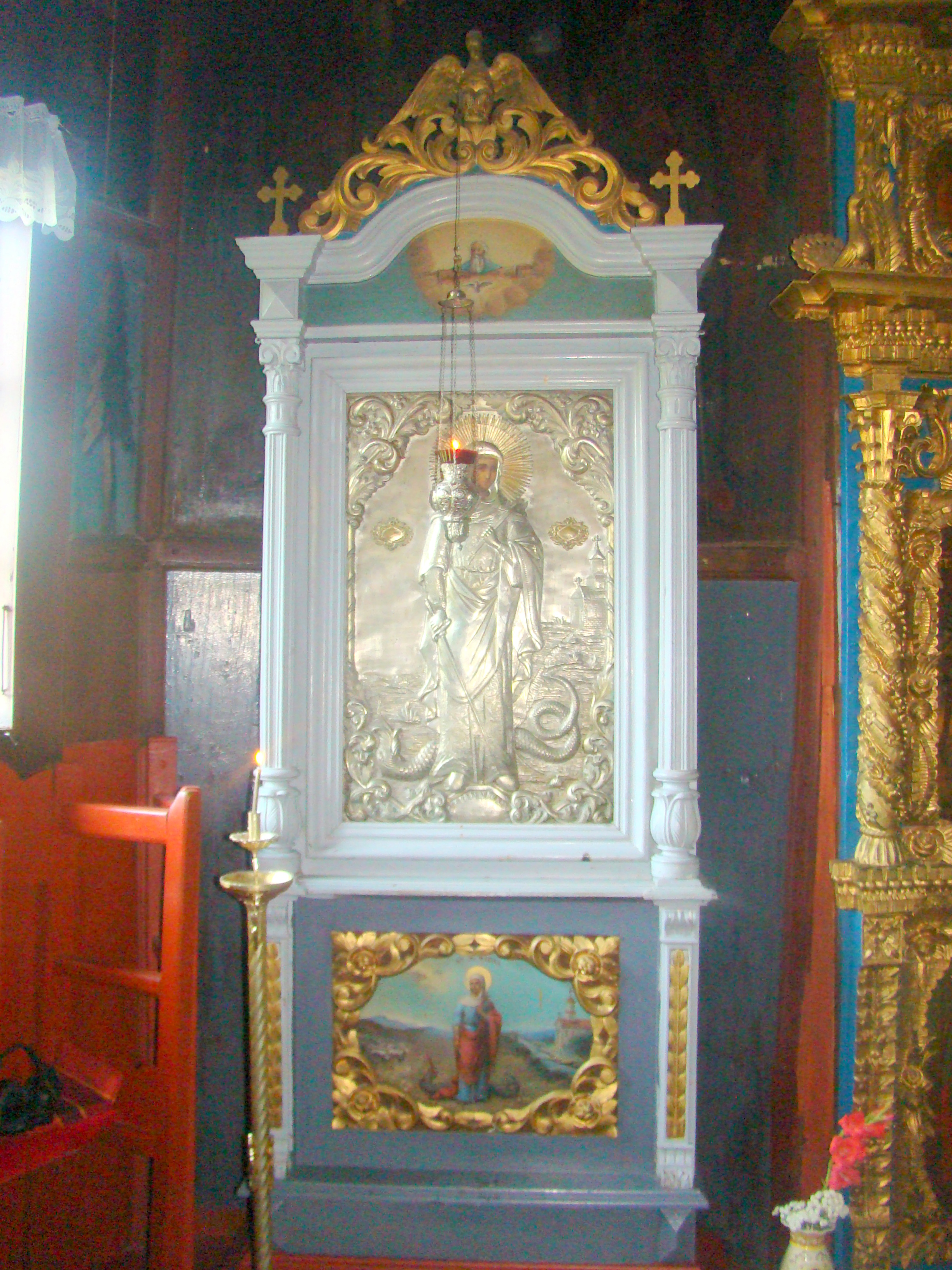
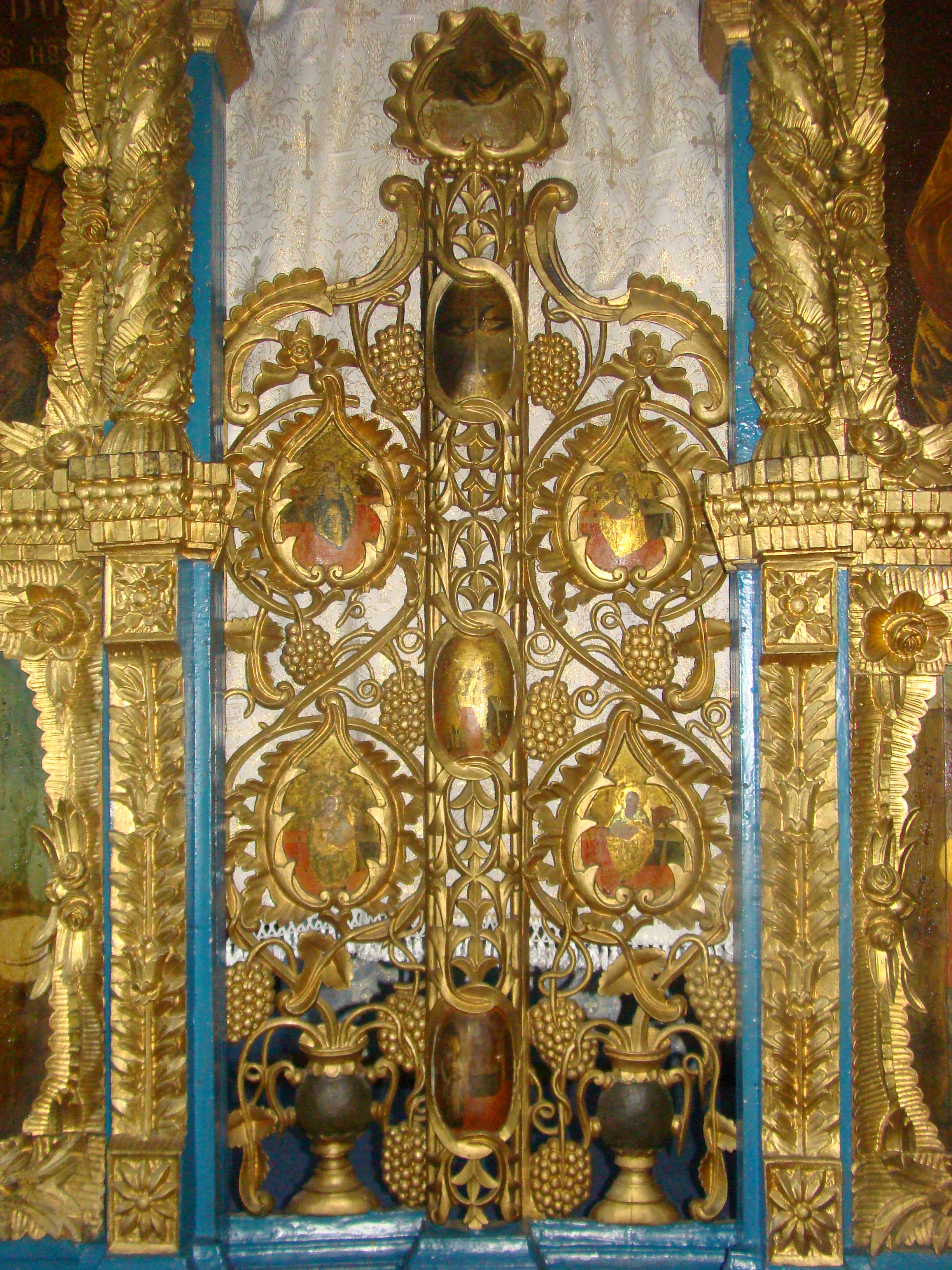
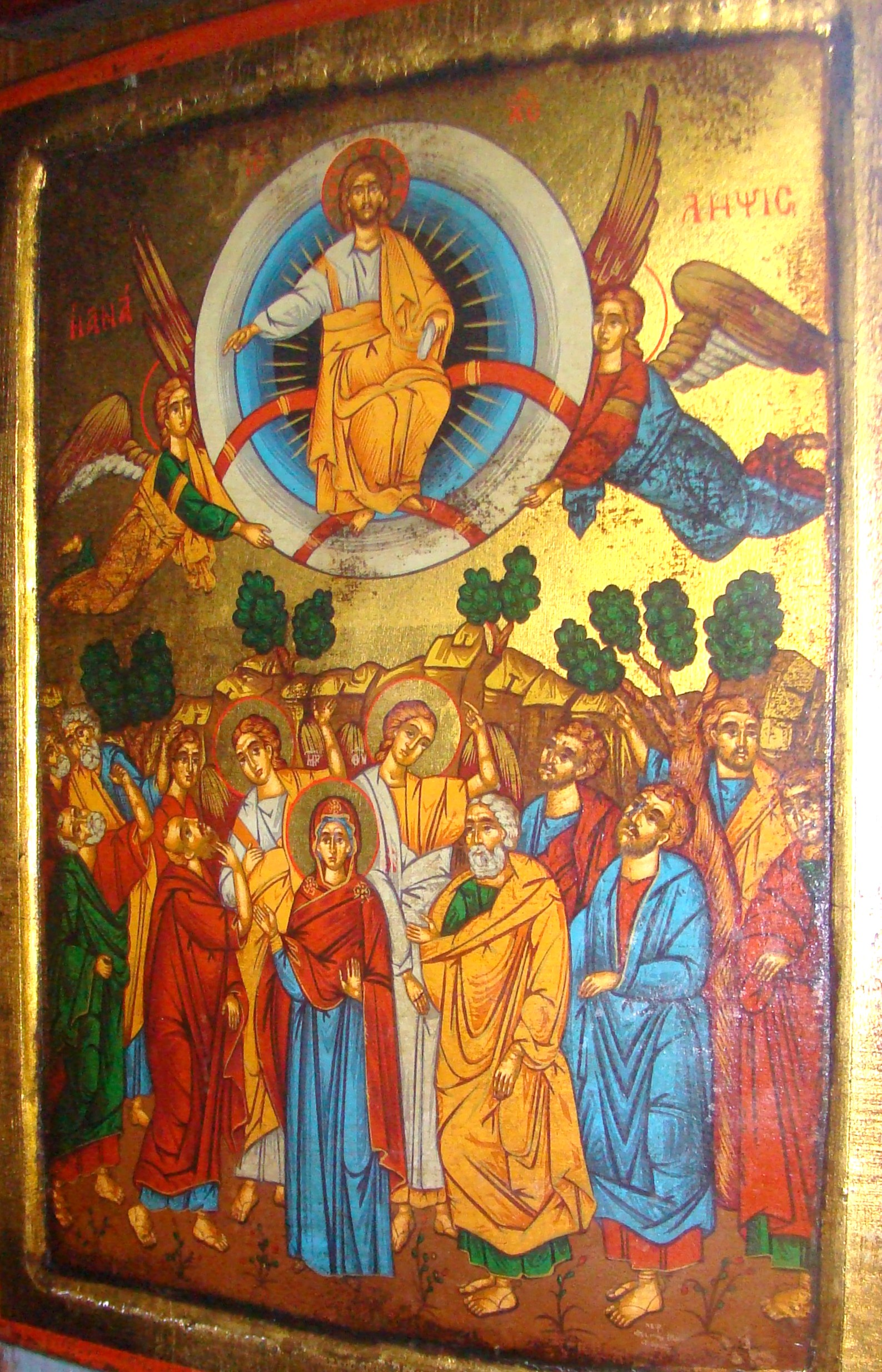
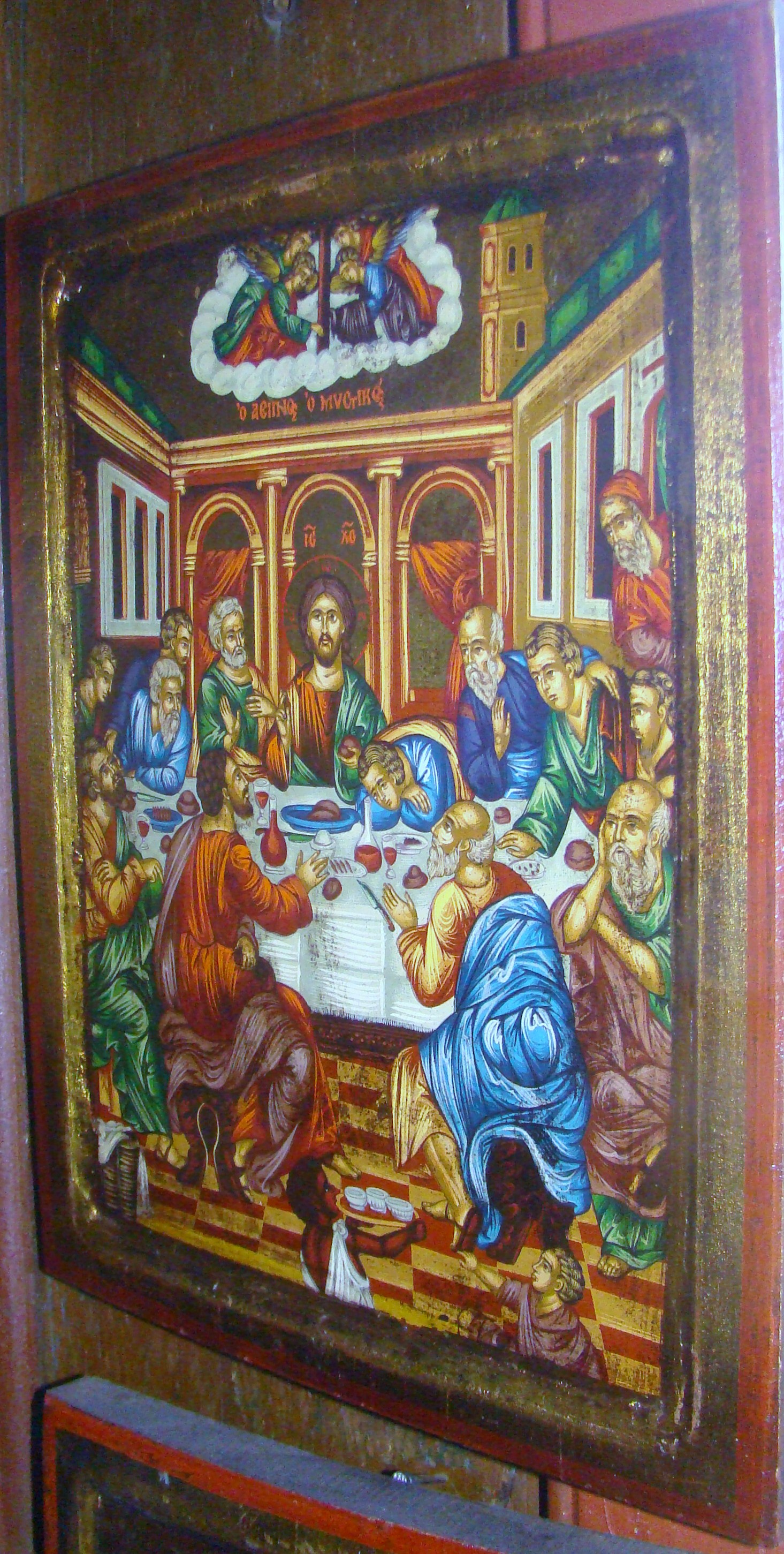
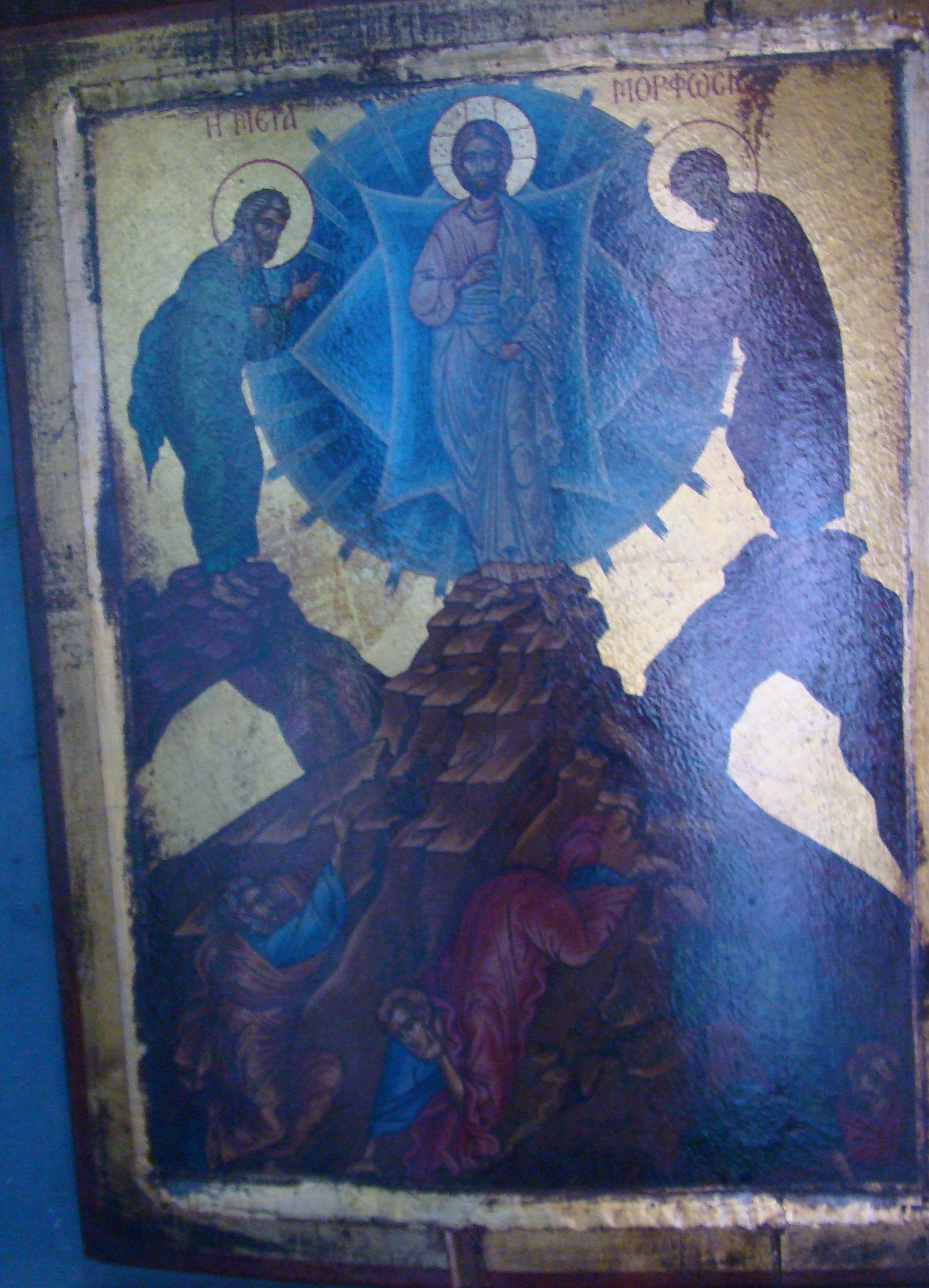
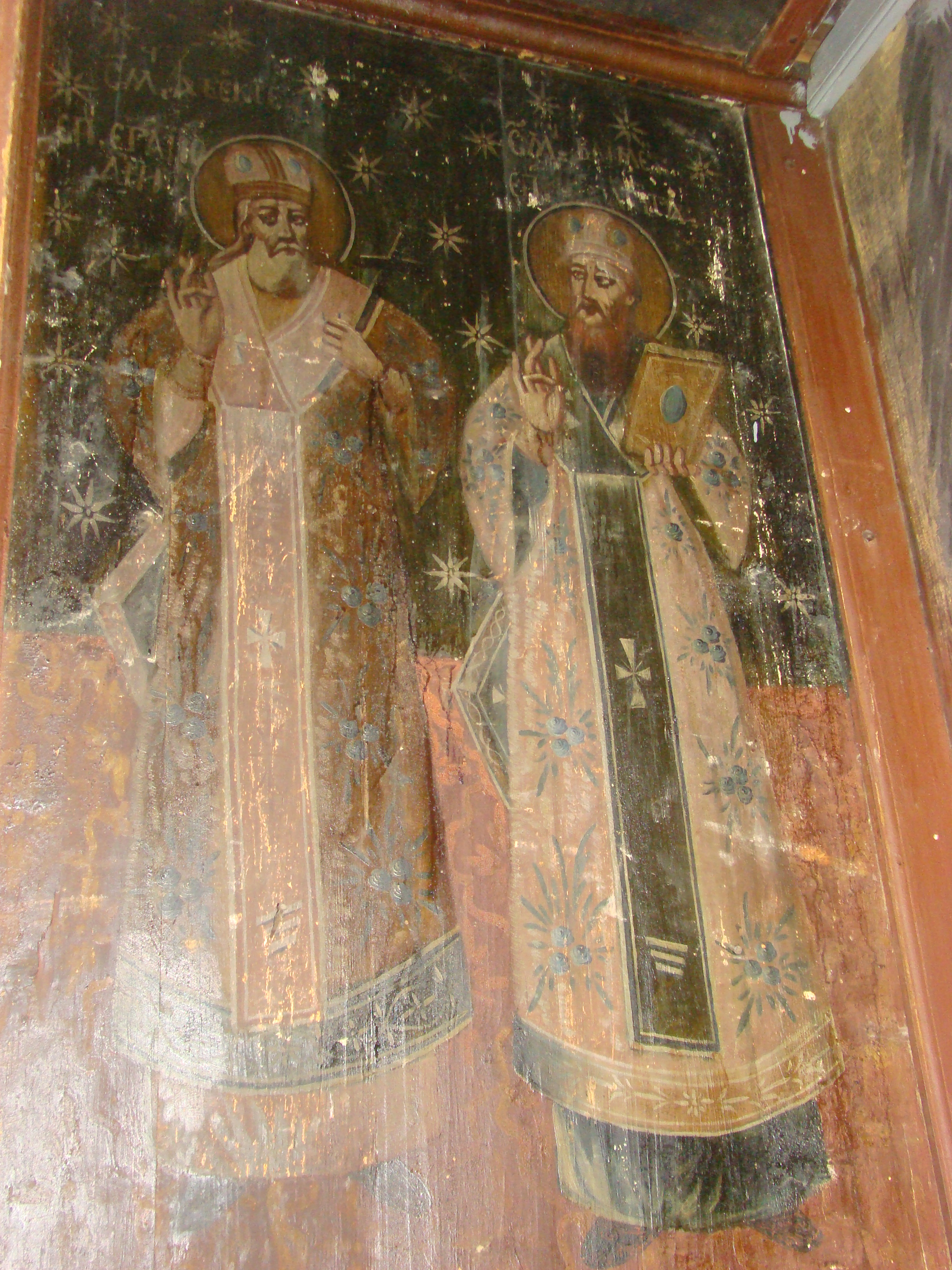
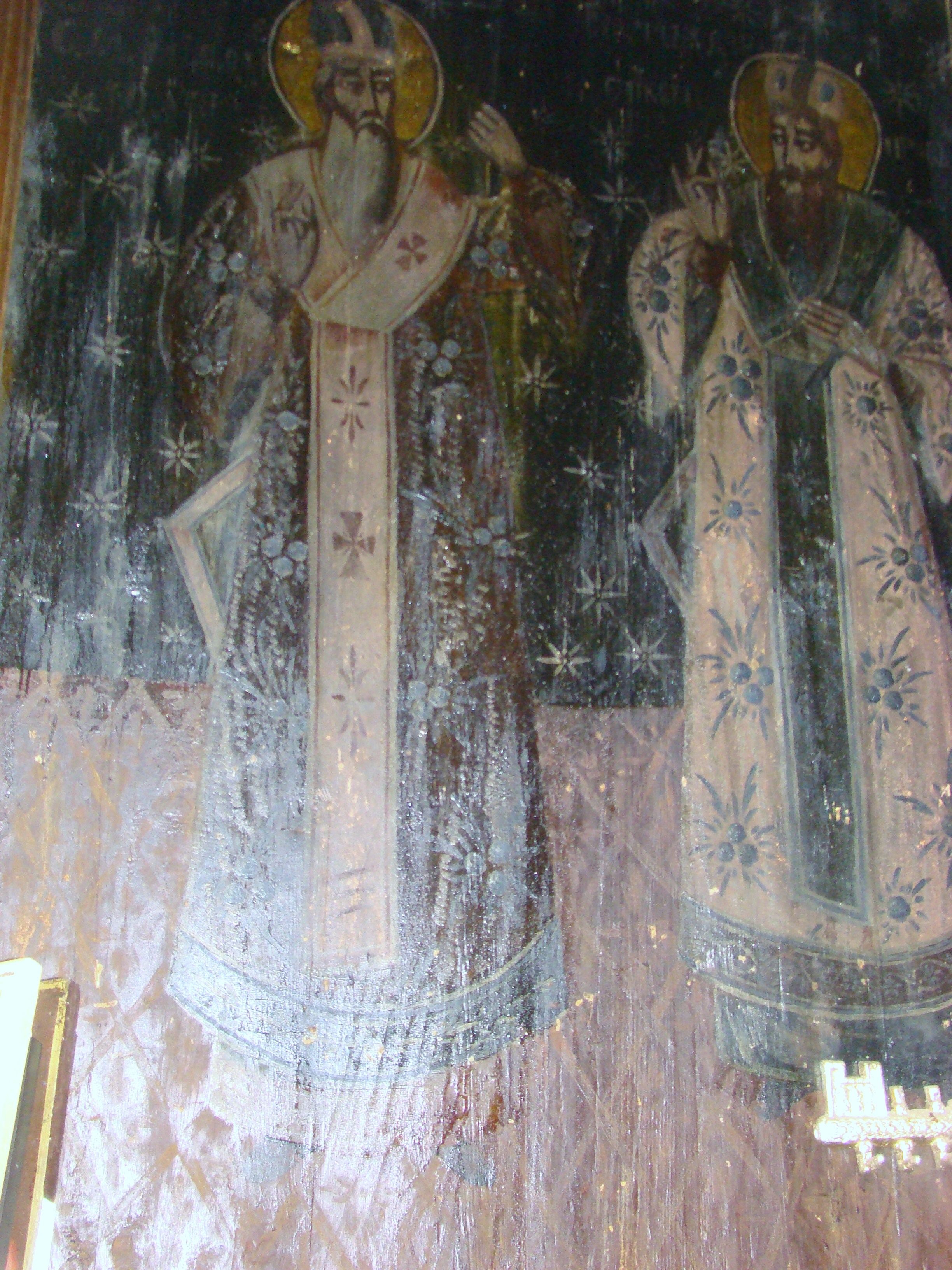
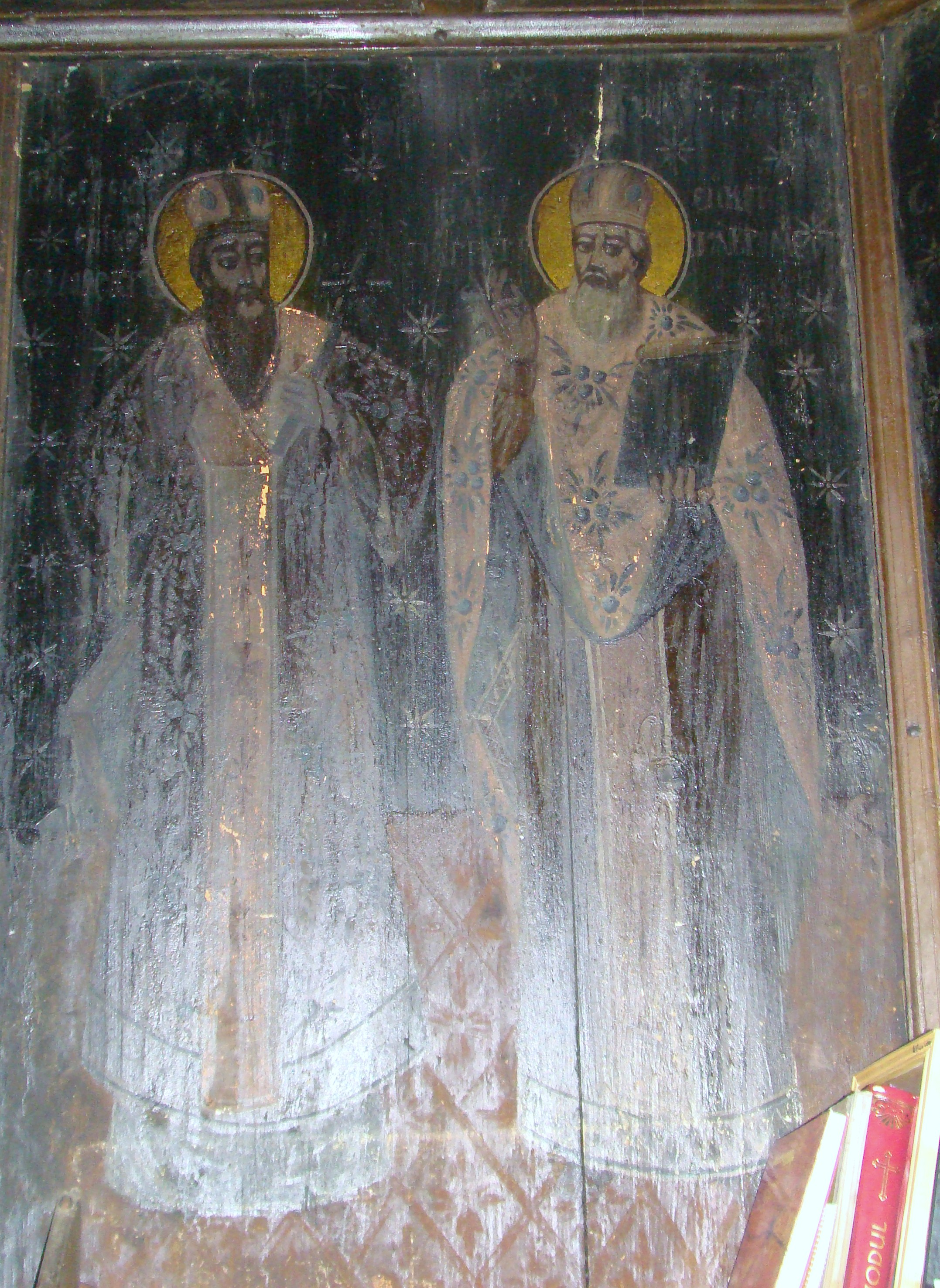
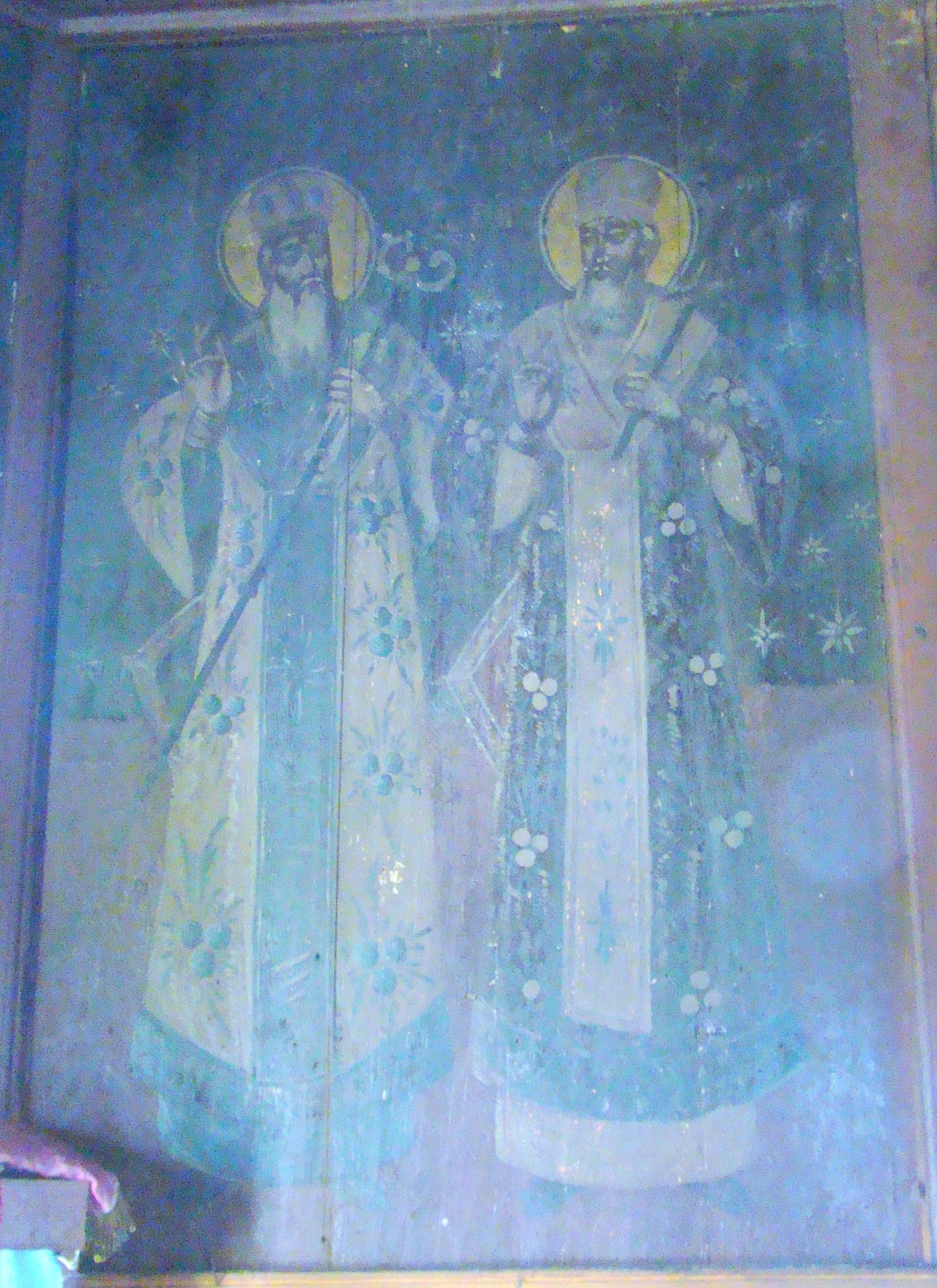
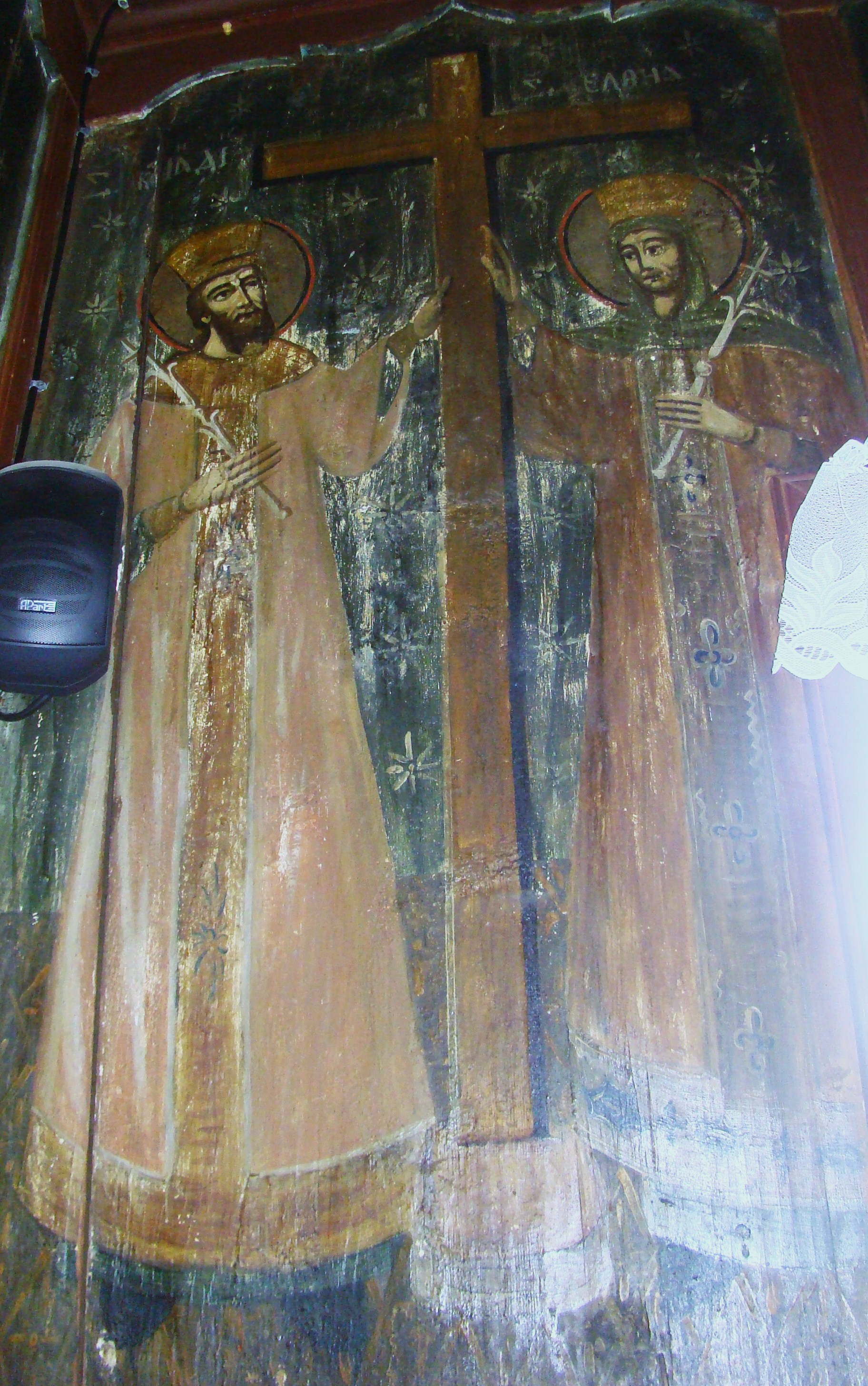
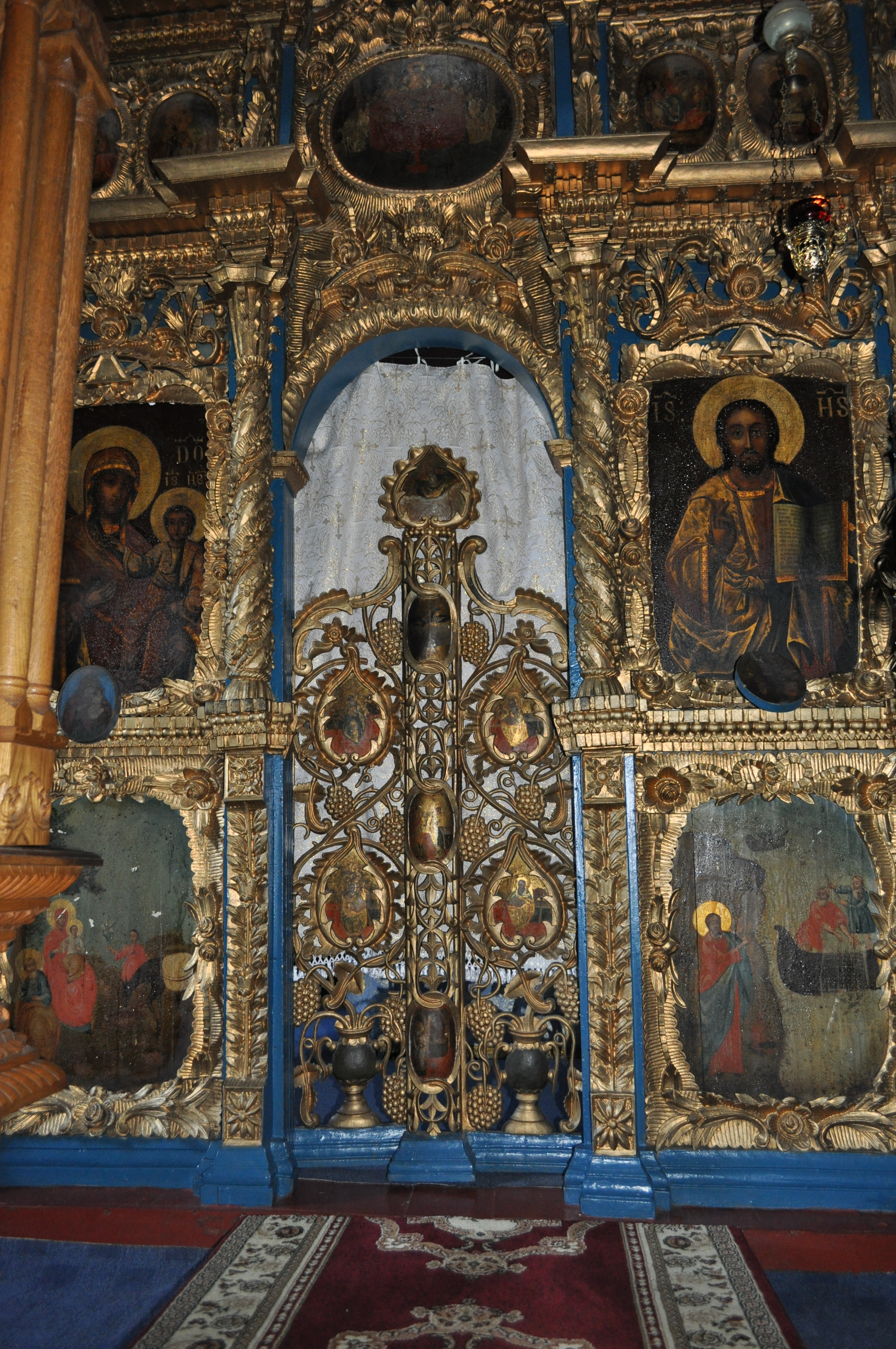
Biserica de lemn „Sf. Arhangheli” (în 2018)